# Венеція
Вене́ція (італ. Venezia, вен. Venesia, словен. Benetke) — місто та муніципалітет в Італії, у регіоні Венето. Адміністративний центр регіону. Розташоване на північному сході країни, на 117 невеликих островах у Венеційській лагуні Адріатичного моря. Віддалене від Рима на 400 км. Колишня столиця олігархічно-купецької Венеційської республіки. Один з великих культурних центрів епохи Ренесансу. Батьківщина Антоніо Вівальді. Великий італійський туристичний центр. Населення — 259 263 особи (2012). Близько 60 тисяч проживають в історичній частині міста, решта — на материковій частині муніципалітету та інших островах лагуни. Свято муніципалітету — 21 листопада. Патрон — святий Марко, символом якого є крилатий лев, зображений на прапорі і гербі міста.

## Назва
- Вене́ція (італ. Venezia, МФА: [veˈnɛttsja]; лат. Venetiae) — італійська назва
- Вене́сія (вен. Venesia, МФА: [veˈnɛsja]) — венеційська назва
- Бене́тки (словен. Benetke, чеськ. і словац. Benátky) — словенська назва
- Мле́ці (босн. і хорв. Mleci, серб. і чорн. Млеци) — назва у південнослов'янських мовах[4]
- Венецький Град[5] — (від лат. Venetiarum Civitas)

## Географія
Порт на Адріатичному морі (вантажообіг понад 20 млн тонн на рік); міжнародний аеропорт ім. Марко Поло. Історичний центр розміщений на 118 островах Венеційської лагуни, розділених 150 каналами і протоками, через які перекинуто близько 400 мостів (зокрема Ріальто і так званий міст Зітхань, обидва побудовані в кінці XVI століття).
Промислово-портова частина Венеції материкова. Суднобудування і судноремонт, кольорова металургія, нафтопереробна, хімічна, електротехнічна, легка промисловість. Ремісниче виробництво художніх виробів зі скла (острів Мурано; музей), мережив (острів Бурано), мозаїки.
Університет, консерваторія (1916). Музеї (зокрема Галерея Академії мистецтв). Перший загальнодоступний оперний театр (1637—1812), оперний театр «Феніче» (1792).
Острівна Венеція — морський курорт, центр міжнародного туризму світового значення, місце проведення міжнародних кінофестивалів, художніх виставок. Внутрішньоміські перевезення на моторних судах, гондолах, баржах.
Уздовж каналів і вузьких кривих вулиць розміщені багато декоровані церкви, палаци. На центральній площі Сан-Марко — собор (IX—XV століття), Палац дожів (XIV—XV століть), Стара бібліотека Сан-Марко (XVI століття), будівлі релігійних братств (шкіл), монастирі. Місто і лагуна внесені до списку Світової спадщини.

### Клімат
Венеція знаходиться в зоні вологого субтропічного клімату (Cfa за класифікацією кліматів Кеппена). Для Венеції характерне тривале спекотне літо з середньою температурою приблизно 23 градуси в липні (найтеплішому місяці) та м'якою зимою (середня температура січня дорівнює +2,5 градуса). Узимку іноді бувають приморозки і снігопади.
Венеція — південне місто, лежить приблизно на широті Криму.
| Клімат Венеції | Клімат Венеції | Клімат Венеції | Клімат Венеції | Клімат Венеції | Клімат Венеції | Клімат Венеції | Клімат Венеції | Клімат Венеції | Клімат Венеції | Клімат Венеції | Клімат Венеції | Клімат Венеції | Клімат Венеції |
| Показник | Січ.           | Лют.           | Бер.           | Квіт.          | Трав.          | Черв.          | Лип.           | Серп.          | Вер.           | Жовт.          | Лист.          | Груд.          | Рік            |
| Середній максимум, °C | 6,6            | 8,6            | 12,5           | 16,1           | 21,5           | 24,9           | 27,7           | 27,5           | 23,5           | 18,0           | 11,6           | 7,4            | 17,2           |
| Середня температура, °C | 3,3            | 4,7            | 8,3            | 12,0           | 17,1           | 20,5           | 23,0           | 22,6           | 18,9           | 13,8           | 7,8            | 4,0            | 13,0           |
| Середній мінімум, °C | −0,1           | 0,8            | 4,1            | 7,8            | 12,7           | 16,1           | 18,3           | 17,7           | 14,3           | 9,6            | 4,0            | 0,6            | 8,8            |
| Норма опадів, мм | 47.0           | 48.3           | 48.8           | 70.0           | 66.0           | 78.0           | 63.9           | 64.8           | 72.0           | 73.5           | 65.5           | 50.6           | 748.4          |
| Вологість повітря, % | 81             | 77             | 75             | 75             | 73             | 74             | 71             | 72             | 75             | 77             | 79             | 81             | 75.8           |
| --- | -------------- | -------------- | -------------- | -------------- | -------------- | -------------- | -------------- | -------------- | -------------- | -------------- | -------------- | -------------- | -------------- |
| Джерело: VENEZIA/TESSERA (VE) 2 m. s.l.m. (a.s.l.)STAZIONE 105 VENEZIA TESSERA medie mensili periodo 61 - 90 / Meteo Aeronautica |                |                |                |                |                |                |                |                |                |                |                |                |                |

## Історія
Перше поселення в Венеції на Ріва-Альта (Ріальто) було засноване близько 421 року, міське поселення на островах Венеційської лагуни почало будуватися у другій половині VI століття. З IX—X по XVI століття — великий центр посередницької торгівлі між Західною Європою і Сходом. У середні віки республіка (з кінця XIII століття олігархічна, під керівництвом дожа) зі значною підвладною територією. У 1797—1805 і 1815—1866 Венеція — володіння Австро-Угорської імперії.
Під час XVIII століття, Венеція стала ймовірно найвитонченішим і елегантним містом Європи, і значно вплинула на розвиток мистецтва, архітектури і літератури.
Під час Другої Світової Війни, історичне місто майже не зазнало атак, єдине відзначене агресивне втручання було під час операції Боулера, успішної операції повітряних сил Великої Британії, що здійснили удар по Німецьких військово-морським силам в березні 1945 року. Усі цілі були уражені практично без архітектурних пошкоджень самого міста.

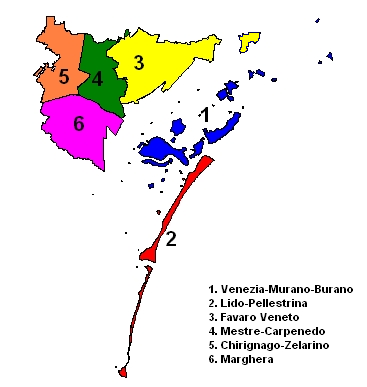
Підрозділ на муніципалітет

## Адміністративний поділ
Згідно зі статутом комуни Венеція, прийнятому в 1991 році, Венеція є столичним містом Італії. Місцеве самоврядування це мер і міська рада, які обираються населенням.
Муніципалітет Венеції адміністративно поділяється на такі муніципалітети:
1. Муніципалітет Венеція-Мурано-Бурано (інакше знаний як острівна Венеція) (60 198 жителів і 211 км²) (колишні квартали № 1 Сан-Марко — Кастелло — Сант-Елена, № 2 Каннареджо, № 3 Дорсодуро — Сан-Поло — Санта-Кроче, номер 4 Джудекка — Сакка Фізола, номер 7 Мурано і номер 8 Бурано)
2. Муніципалітет Лідо-Пеллестріна (інакше знаний як Венеція на узбережжі) (20 183 мешканців і 72 км²) (колишні квартали № 5 Лідо — Маламокко — Альбероні та № 6 Пеллестрина — Сан-П'єтро-ін-Вольта)
3. Муніципалітет Фаваро Венето (23 873 мешканців і 45 км²) (колишній округ 10 Фаваро)
4. Муніципалітет Местре-Карпенедо (інакше знаний як центр Местре) (89 373 мешканців і 24 км²) (колишній квартал 11 Карпенедо Біссуола, номер 15 Пьяве 1866, номер 13 Сан-Лоренцо 25 квітня, номер 12 Терральо)
5. Муніципалітет Чіріньяго-Зеларіно (інакше знаний як Местре захід) (39 083 мешканців і 26 км²) (колишні квартали № 14 Чипресіна — Зеларіно — Трівіньяно і № 16 Чиріньяго — Газера)
6. Муніципалітет Маргера (28 645 жителів і 35 км²) (колишній район 17 Маргера — Катене і номер 18 Мальконтента)

Центральну частину острівної Венеції перетинає Великий канал, який звивається у формі букви S, слідуючи стародавньому руслу річки. На його берегах лежать 6 історичних підрозділів ( sestieri ), утворених у Середньовіччі:
|  | - Каннареджо (Cannaregio) - Кастелло (Castello), включаючи острів Сан-Мікеле (San Michele) - Дорсодуро (Dorsoduro), включаючи острів Джудекка (Giudecca) e Сака Фізола (Sacca Fisola) - Сан-Марко (San Marco), включаючи острів Сан-Джорджо (San Giorgio Maggiore) - Сан-Поло (San Polo) - Санта-Кроче (Santa Croce), включаючи острів Тронкетто (Tronchetto) |

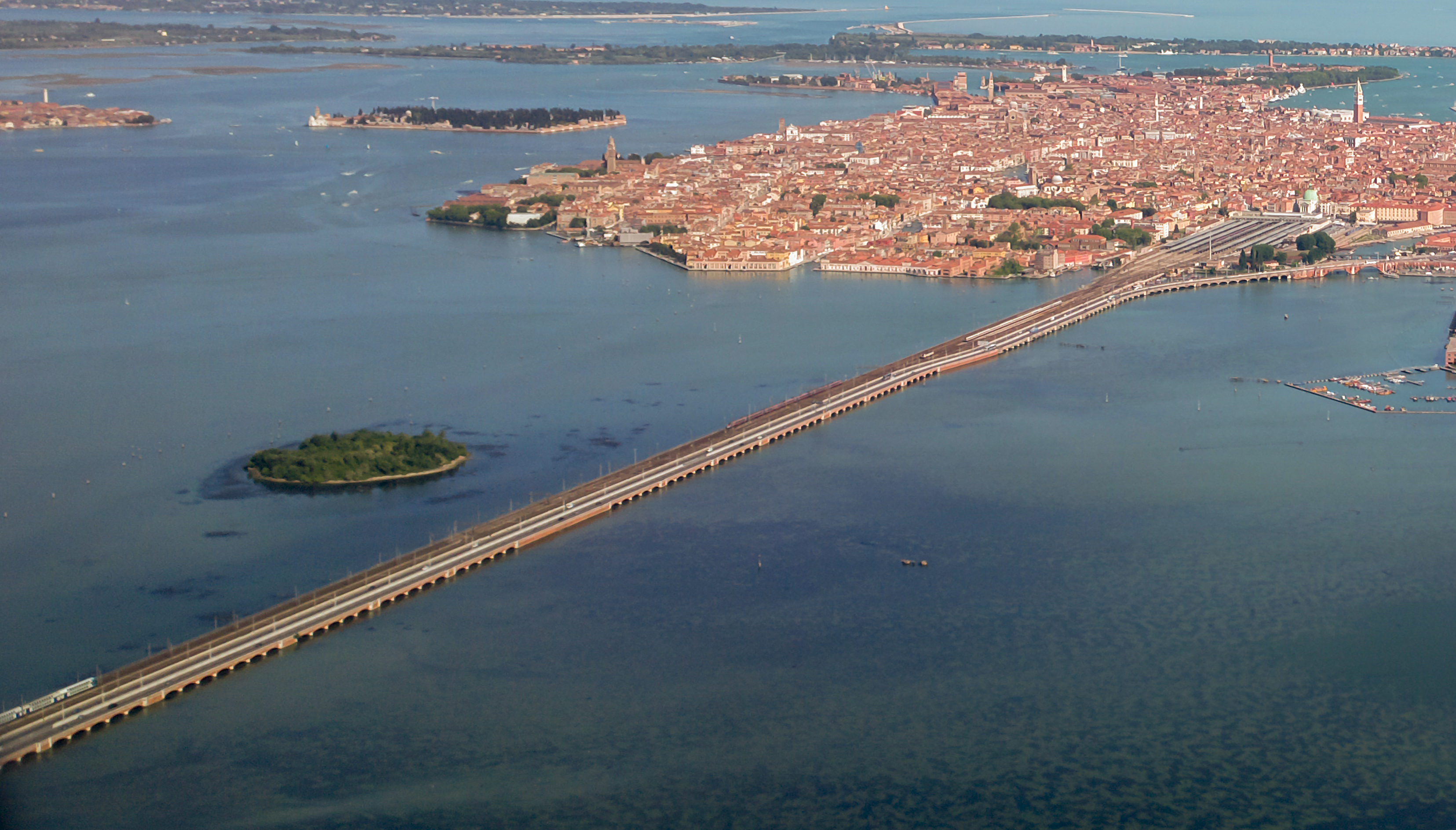
Міст Свободи, що з'єднує Венецію з материком

Інші райони острівної Венеції — це острови Мурано (Murano), Бурано (Burano), Маццорбо (Mazzorbo) і Торчелло (Torcello), розташовані на північний схід від центру.
Узбережжя Венеції розташоване на південь від історичного центру і включає острови Лідо і Пеллестріна.
Історичний центр з'єднаний мостом Свободи (Ponte della Libertà) на материковій, на якому стоїть густонаселене селище Местре (Mestre).

### Сусідні муніципалітети
| - Кампанья-Лупія - Кавалліно-Трепорті - Кіоджа - Єзоло - Маркон - Мартеллаго | - Міра - Мольяно-Венето - Музіле-ді-П'яве - Куарто-д'Альтіно - Скорце - Спінеа |

Список муніципалітетів метрополійного міста Венеція.

## Демографія
З часів Середньовіччя до Нового часу Венеція була одним з найбільших міст Європи. Так, в XV столітті з населенням 180 тисяч жителів вона поступалася тільки Парижу. Населення історичної Венеції (без урахування материкової частини) продовжувало зростати до середини XX століття, після чого стало стабільно падати, скоротившись з 174,8 тисячі в 1951 році до 58,6 тисячі у 2012 році.Населення за роками:

Станом на 31 грудня 2014 року в муніципалітеті офіційно проживали 33 783 іноземці з 142 країн, серед них 6577 громадян країн Євросоюзу та 2444 громадяни України.
Серед іноземців було найбільше жителів Бангладеш (15,9 %), Молдови (14,3 %) та Румунії (14,0 %).
З найближчими містами — Падуя і Тревізо Венеція утворює район PaTreVe з населенням 2,6 млн осіб. Крім італійської мови, поширений венеційський діалект венетської мови.

## Релігія
- Центр Венеційського патріархату Католицької церкви.

## Культура

### Визначні місця
Площа святого Марка (італ. Piazza San Marco) — центральна площа міста.
Острів Святого Михайла (Сан-Мікеле, італ. San Michele) — острів мертвих. 1807 року за розпорядженням Наполеона I був перетворений на кладовище. На острові поховано багато видатних людей, серед них: Ігор Стравінський (з дружиною Вірою), Крістіан Доплер, Сергій Дягілєв, Йосип Бродський, Езра Паунд та ін.
Великий канал (Гранд-канал, (італ. Canal Grande) — головна вулиця Венеції. Для пішоходів майже недоступна.
Колекція Пеґі Гуґенгайм — художній музей. Один із найвідоміших і найскандальніших у світі..

### Освіта
Бібліотека Марчіана — найбільша бібліотека міста, розташована на площі Святого Марка (заснована 1468). У Державному архіві Венеції зберігаються історичні документи з моменту утворення Венеційської республіки. Публічна бібліотека фонду Кверини Стампалія.
Діє Венеційська консерваторія (заснована в 1876 році, розташована в палаці Пізані) і Військово-морське училище Франческо Морозіні (навчальний заклад ВМС Італії, засноване в 1937 році).
- Університет Ка 'Фоскарі — державний вищий навчальний заклад широкого профілю, заснований в 1868 році. Розташований в історичному центрі в палаці Ка 'Фоскарі.
- Університет Венеції IUAV — державний вищий навчальний заклад архітектурного профілю, заснований в 1926 році.
- Академія витончених мистецтв — проводить навчання з мистецтвознавчих спеціальностей, заснована урядом Венеції в 1750 році.
- Міжнародний університет Венеції — міжнародний центр підвищення кваліфікації з гуманітарних напрямків, заснований в 1995 році.

### Храми

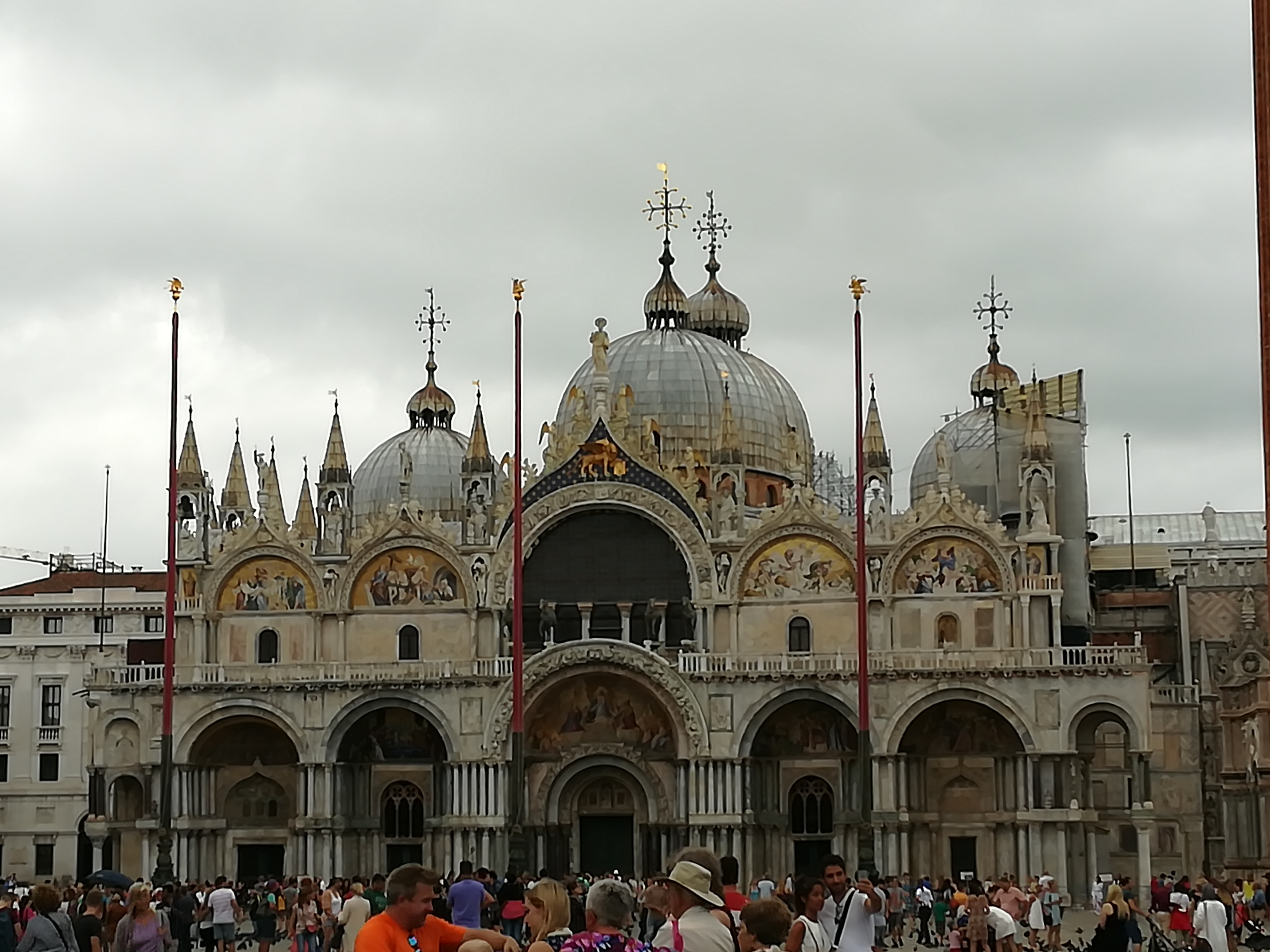
Собор святого Марка
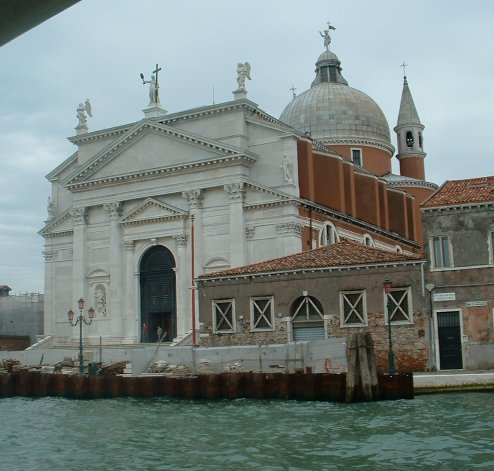
Церква Іль Реденторе
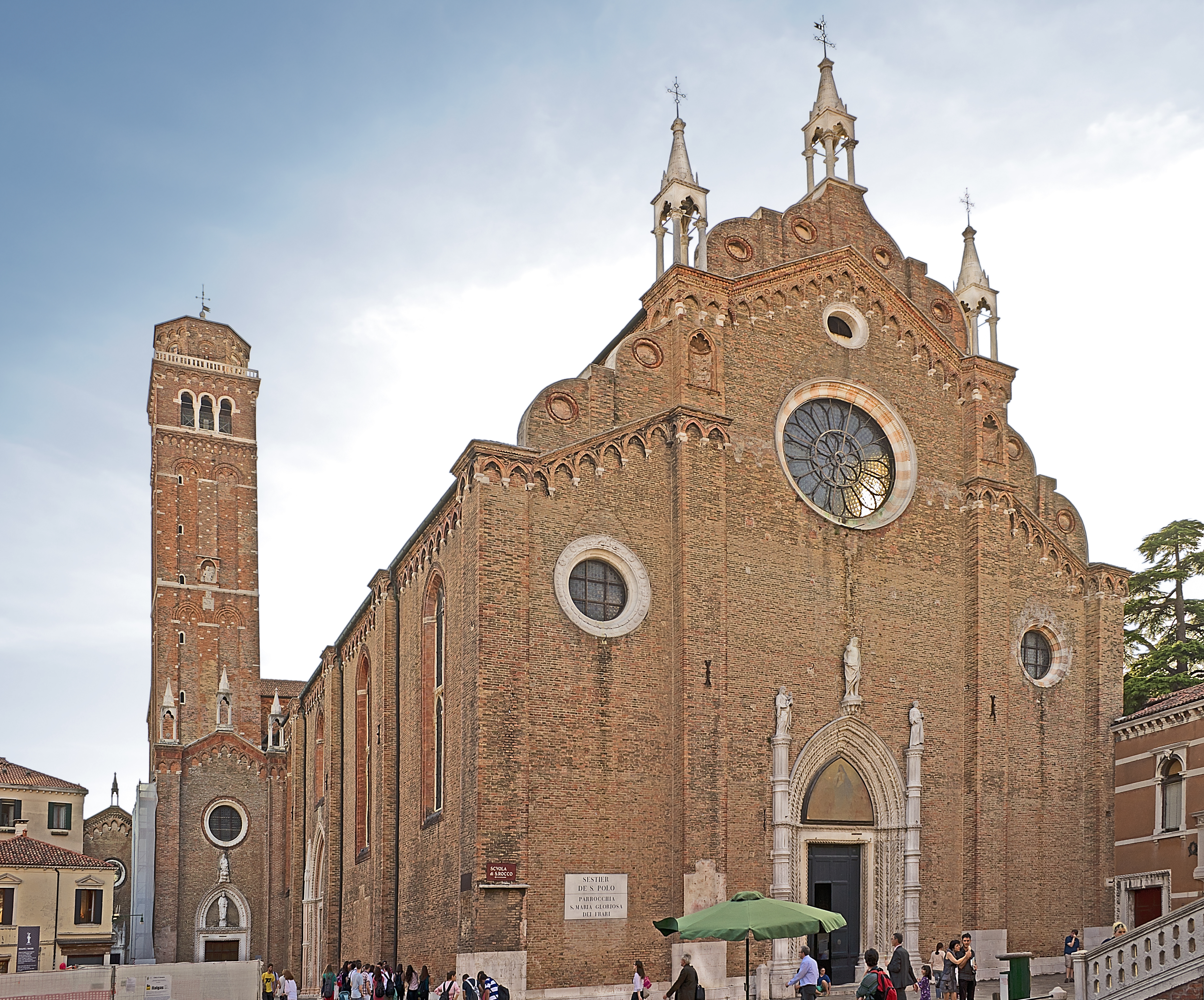
Собор Санта-Марія-Глоріоза-дей-Фрарі
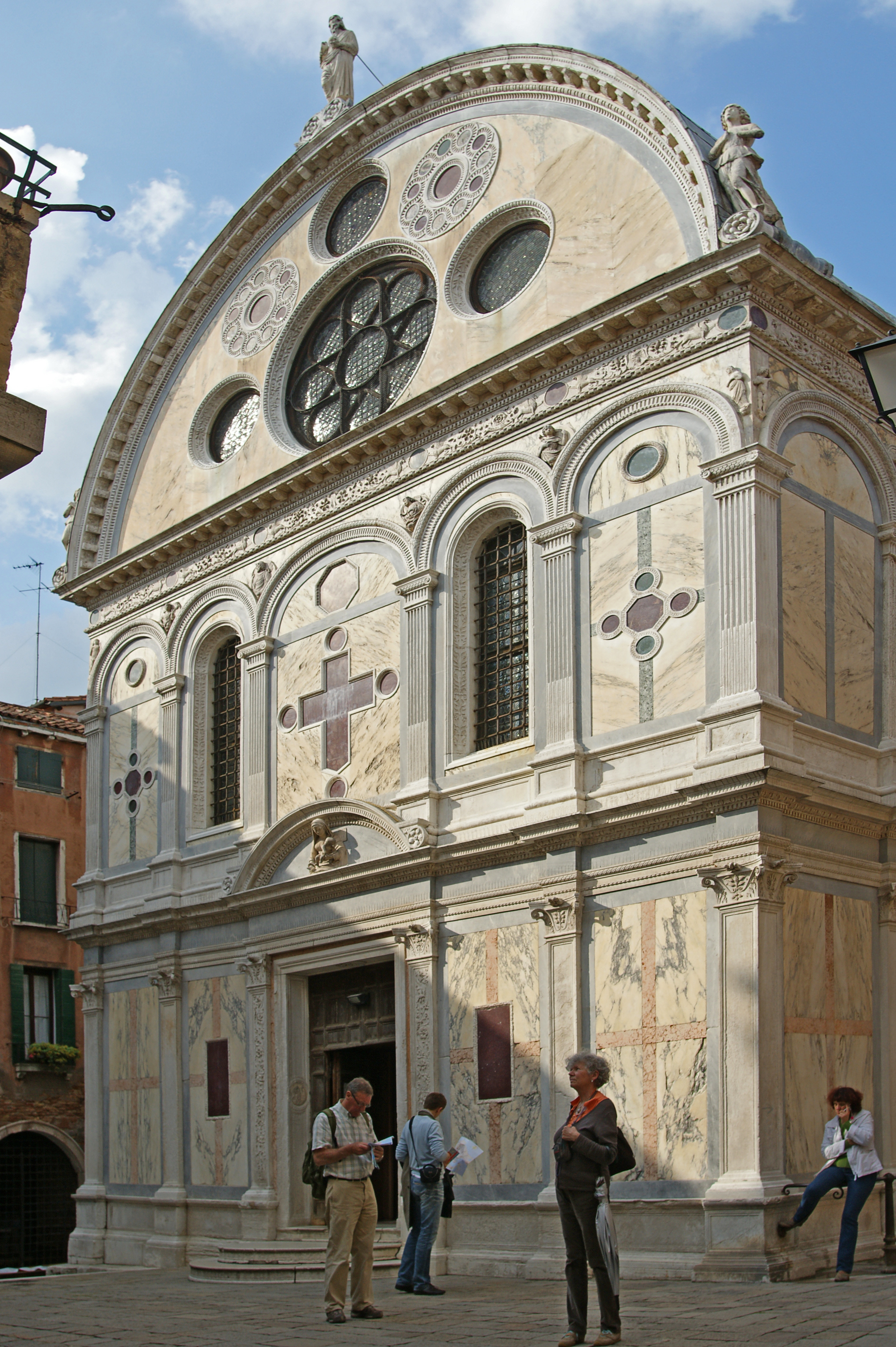
Церква Санта-Марія-дей-Міраколі
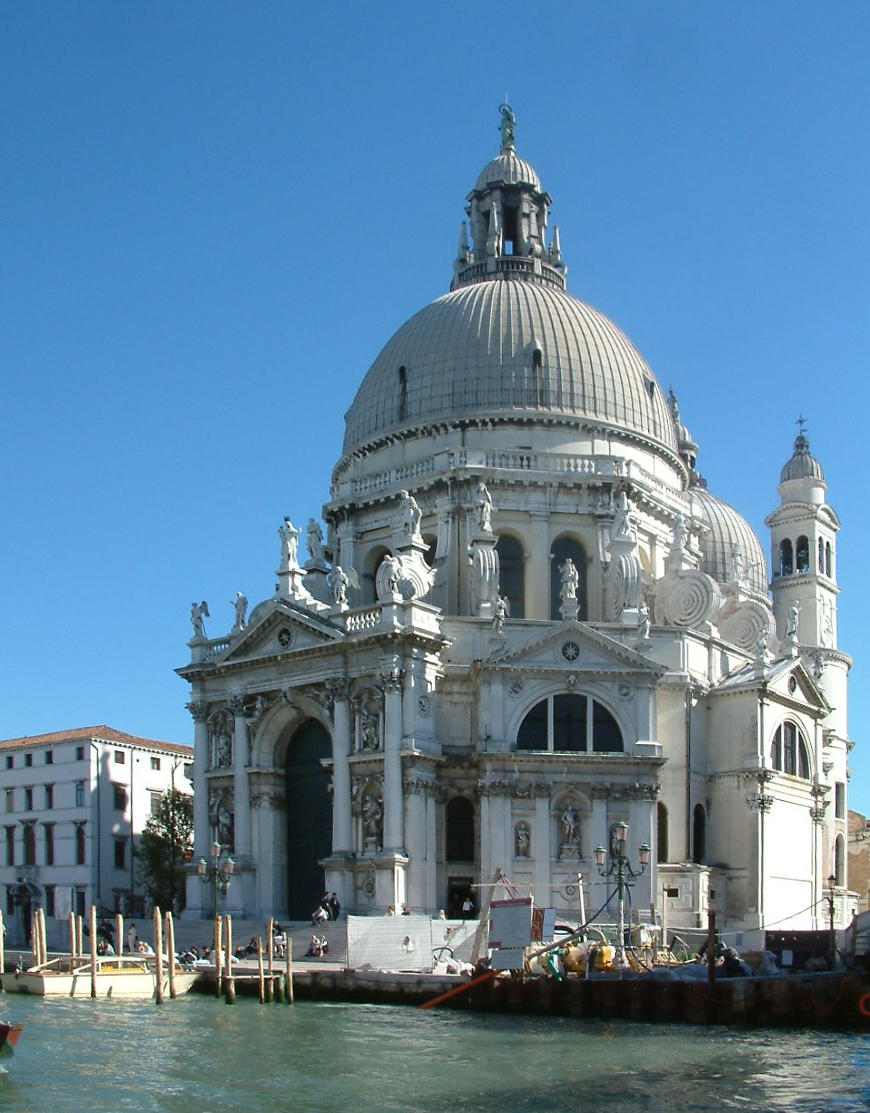
Собор Санта-Марія-делла-Салюте
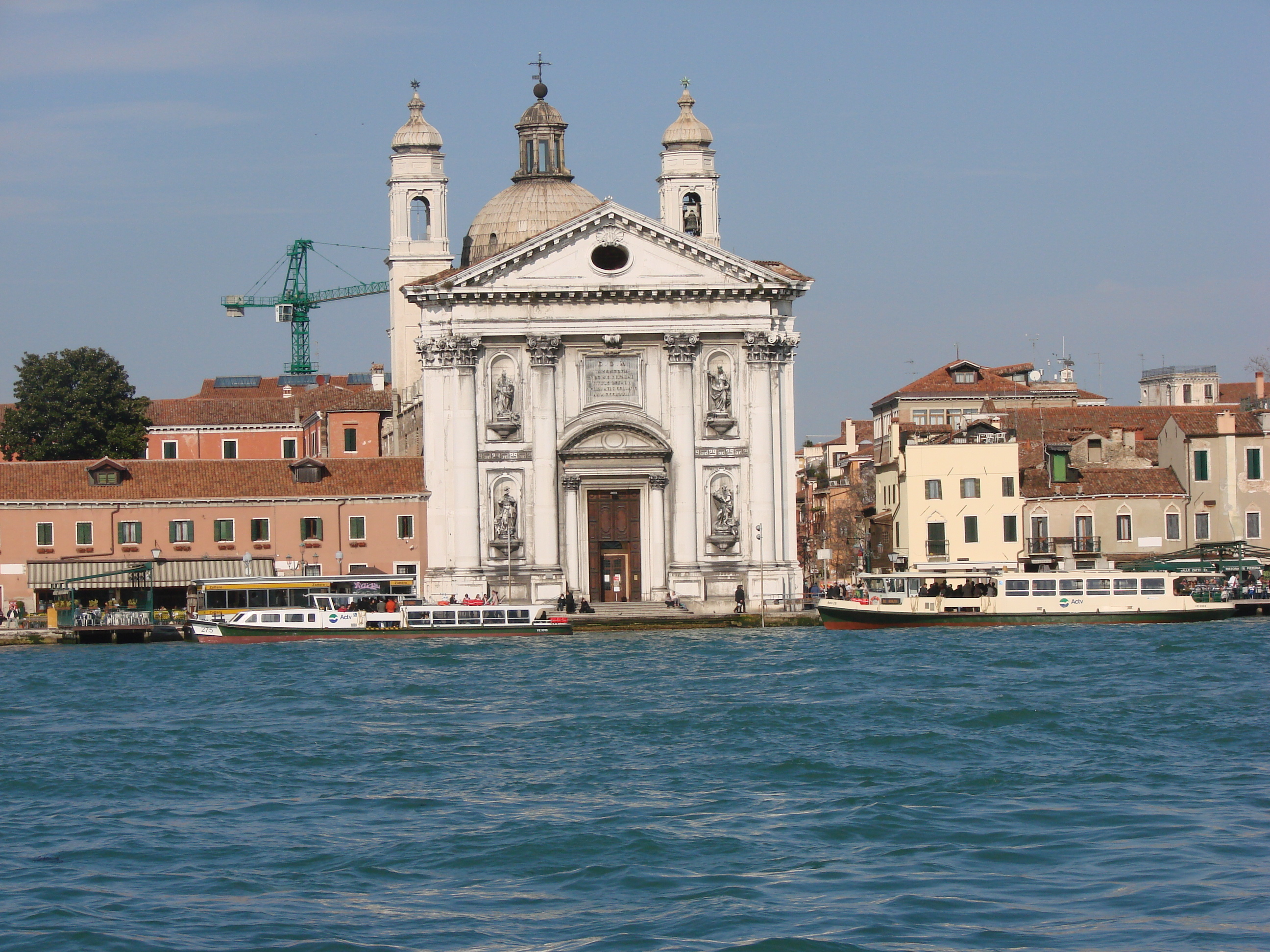
Церква Джезуаті
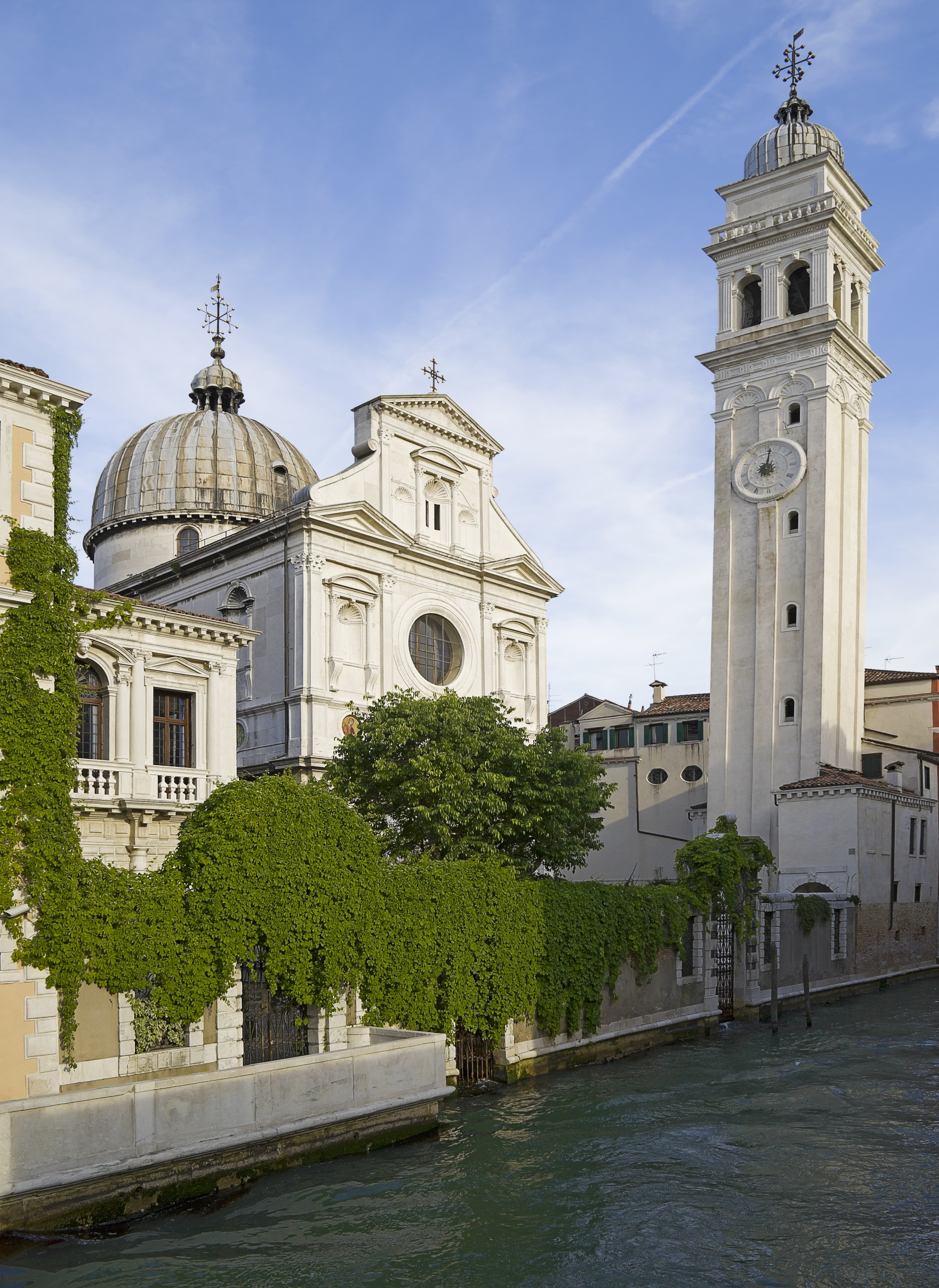
Церква Сан-Джорджо-дей-Гречі
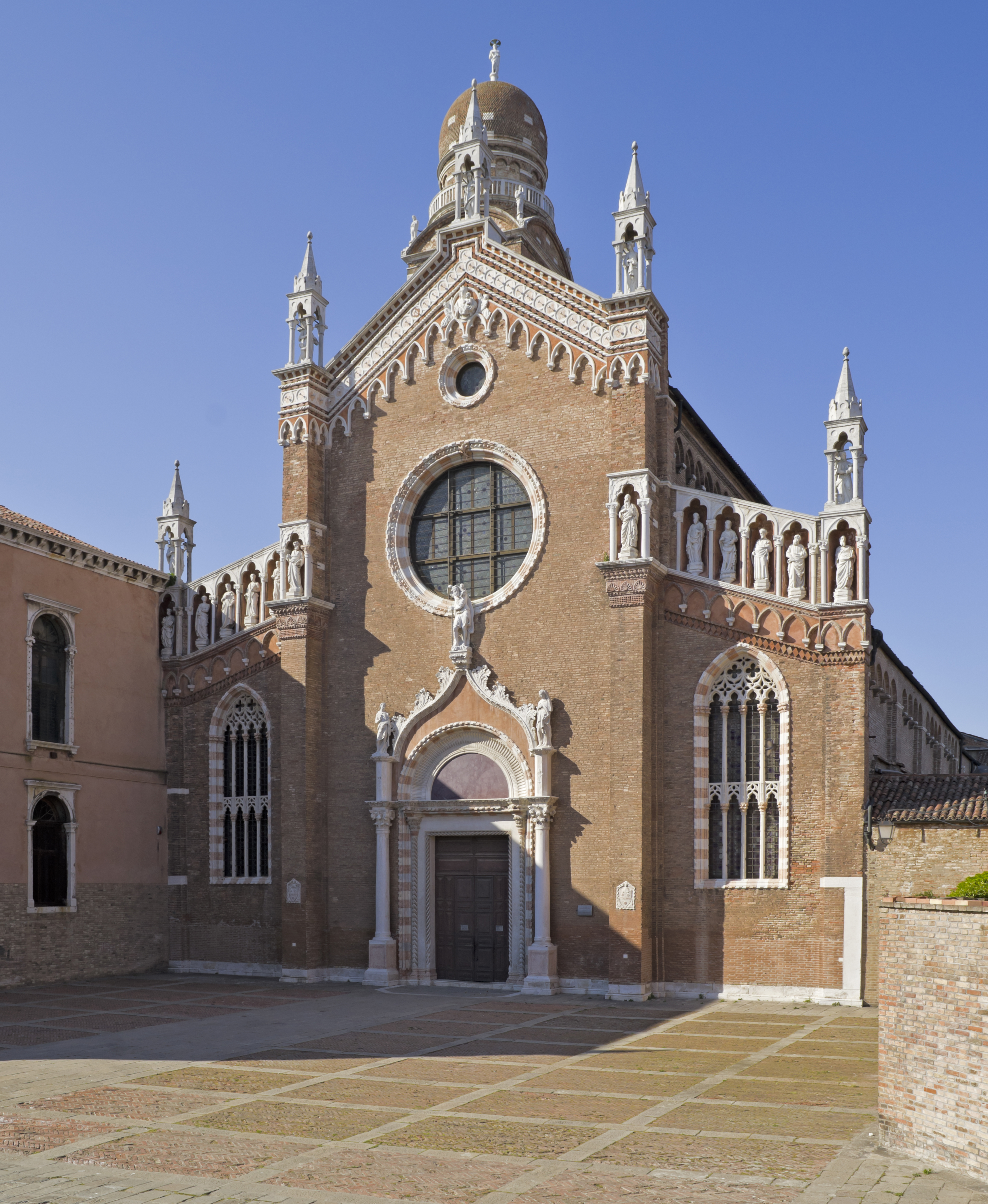
Церква Мадонна делл-Орто
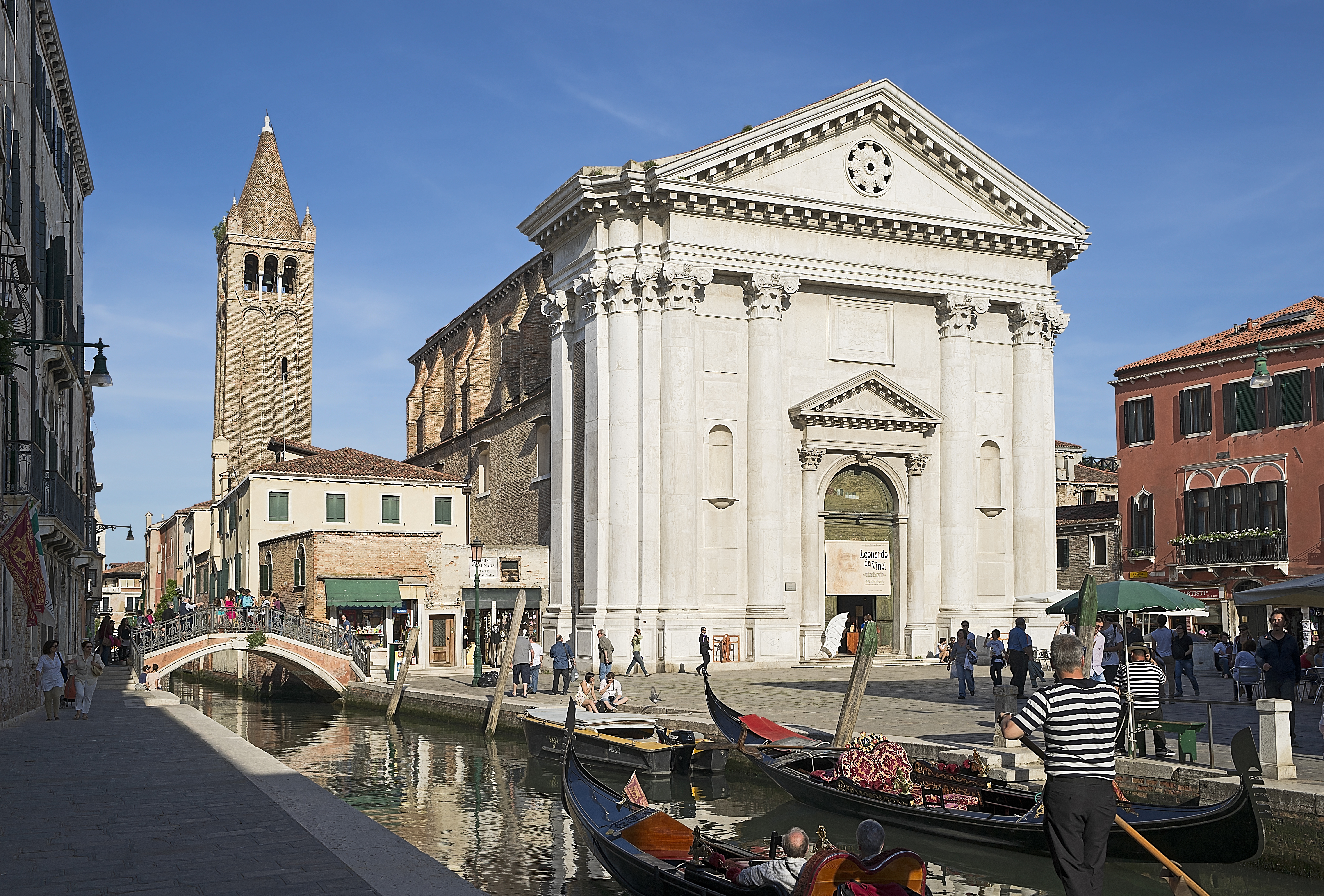
Церква Сан-Барнаба
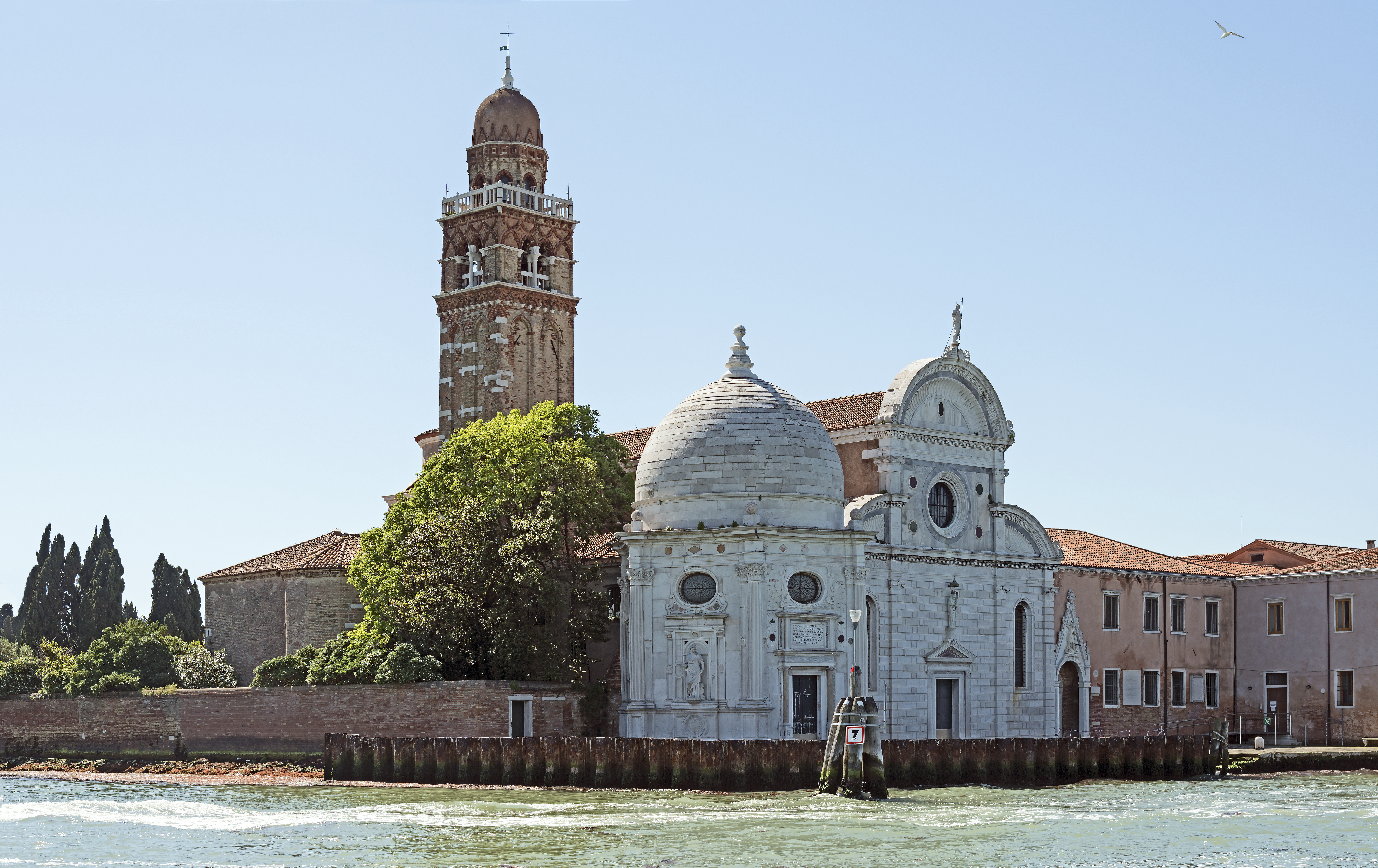
Церква Сан-Мікеле
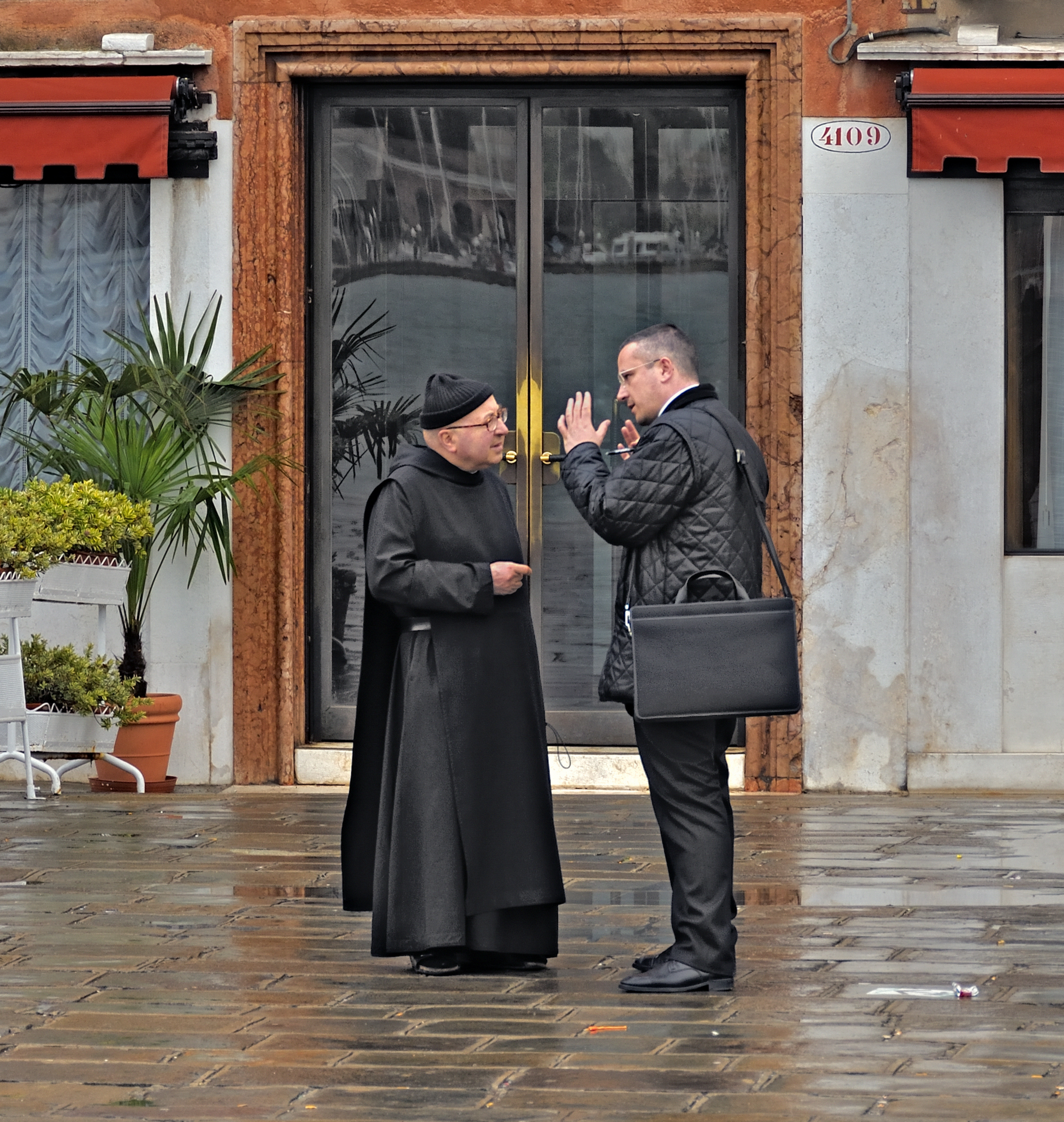
Богословський диспут

## Відомі особи, пов'язані з Венецією
- Геллерт Угорський (980—1046) — італійський та угорський церковний діяч, католицький святий, один із заступників Угорщини
- Енріко Дандоло (1115/1120–1205) — дож, політик, полководець
- Марко Поло (1254—1324) — купець, шпигун, дослідник, мандрівник
- Бартоломео Коллеоні (1395/1400-1475) — кондотьєр
- Якопо Белліні (1400—1470/71) — художник
- Арістотель Фіораванті (1415?–1486?) — цивільний і військовий інженер, артилерист, архітектор
- Андреа дель Верроккйо (1435—1488) — художник, скульптор
- Альвізе Віваріні (1446?–1502) — художник
- Марко Базаїті (1470—1530) — художник
- Джованні Джироламо Савольдо (1480—1548) — художник
- Андреа Палладіо (1508—1580) — архітектор
- Вінченцо Скамоцці (1548—1616) — архітектор
- Лоренцо ді Креді (1459—1537) — художник
- Вітторе Карпаччо (1455/1465–бл.1526) — художник
- Тулліо Ломбардо (1455—1532) — скульптор
- Джованні Белліні (1430?—1516) — художник
- Джорджоне (1477?–1510) — художник
- Тіціан (1480/1485–1576) — художник
- Якопо Робусті, знаний як Тінторетто (1518—1594) — художник
- Себастьяно дель Пьомбо(1485?—1547) — художник
- Паоло Веронезе (1528—1588) — художник
- Ніколо Реньєрі (1591—1667) — художник
- Доменіко Фетті (1589—1623) — художник
- Томазо Джованні Альбіноні (1671—1751) — композитор
- Бальдассаре Ґалуппі (1706—1785) — композитор
- Бернардо Белотто (1720—1780) — художник
- Розальба Карр'єра (1675—1757) — художниця
- Антоніо Вівальді (1678—1741) — композитор, скрипаль-віртуоз, священник
- Карло Ґоцці (1720—1806) — італійський драматург
- Джакомо Казанова (1725—1798) — авантюрист, письменник
- Джованні Вольпато (1735—1803) — гравер, бізнесмен, володар порцелянової мануфактури у Римі
- Карло Ґольдоні (1707—1793) — драматург
- Джованні Баттіста Тьєполо (1696—1770) — художник
- Андреа Аппіані, (1754—1817) — художник, організатор музею
- Врубель Михайло Олександрович (1856—1910) — художник
- Муратов Павло Павлович (1881—1950) — російський письменник
- Ігор Стравінський (1882—1971) — композитор та диригент
- Дягілєв Сергій Павлович (1872—1929) — імпресаріо
- Бродський Йосип Олександрович (1940—1996) — поет
- П'єтро Серантоні (1906—1964) — колишній італійський футболіст, півзахисник, згодом — футбольний тренер
- Джуліо Камілло Дельмініо (1480—1544) — філософ[11].

## Галерея

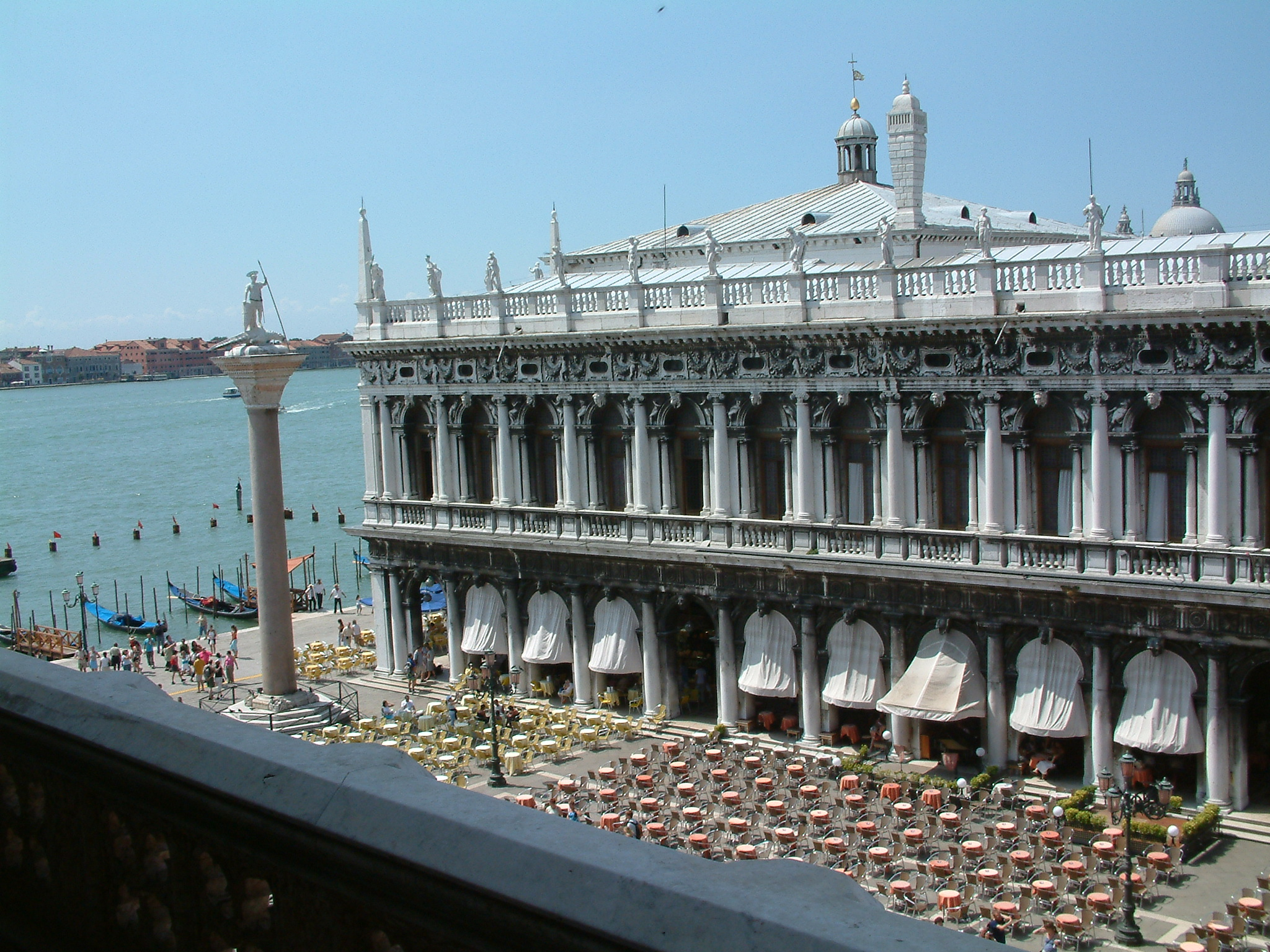
Бібліотека Марчіана
Муніципалітет (палаццо Ка'Лоредан)
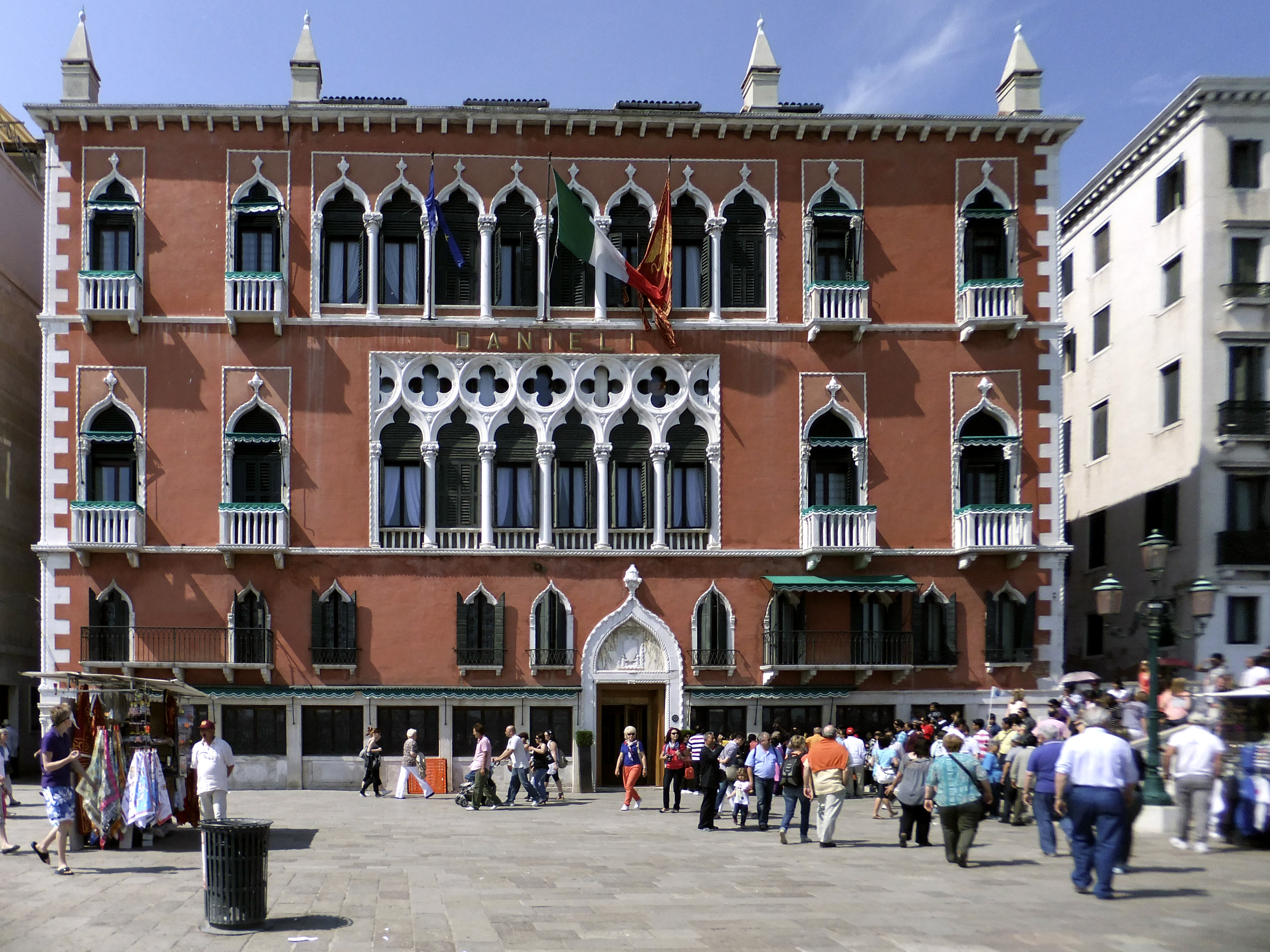
Палаццо Дандоло
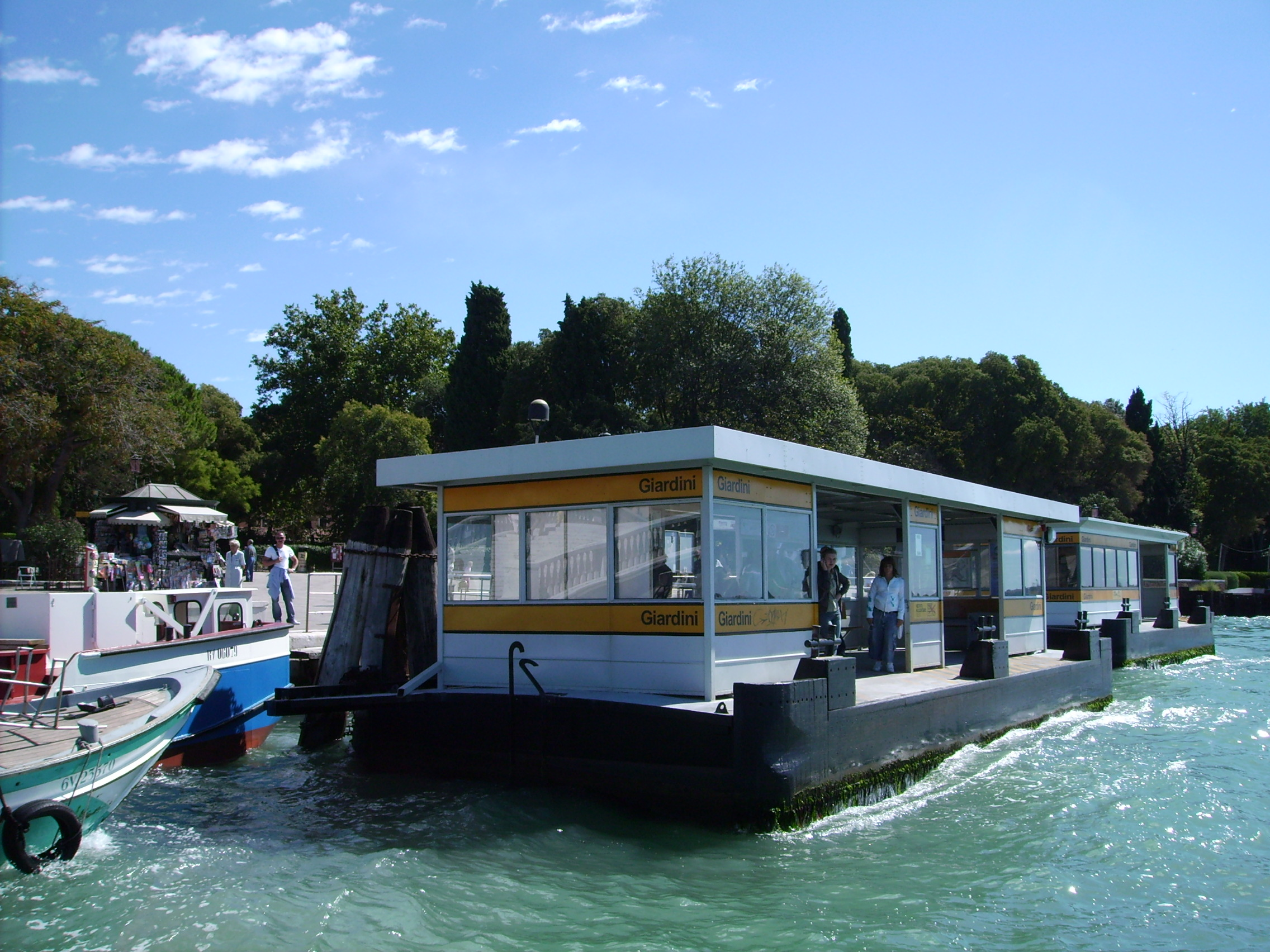
Пристань
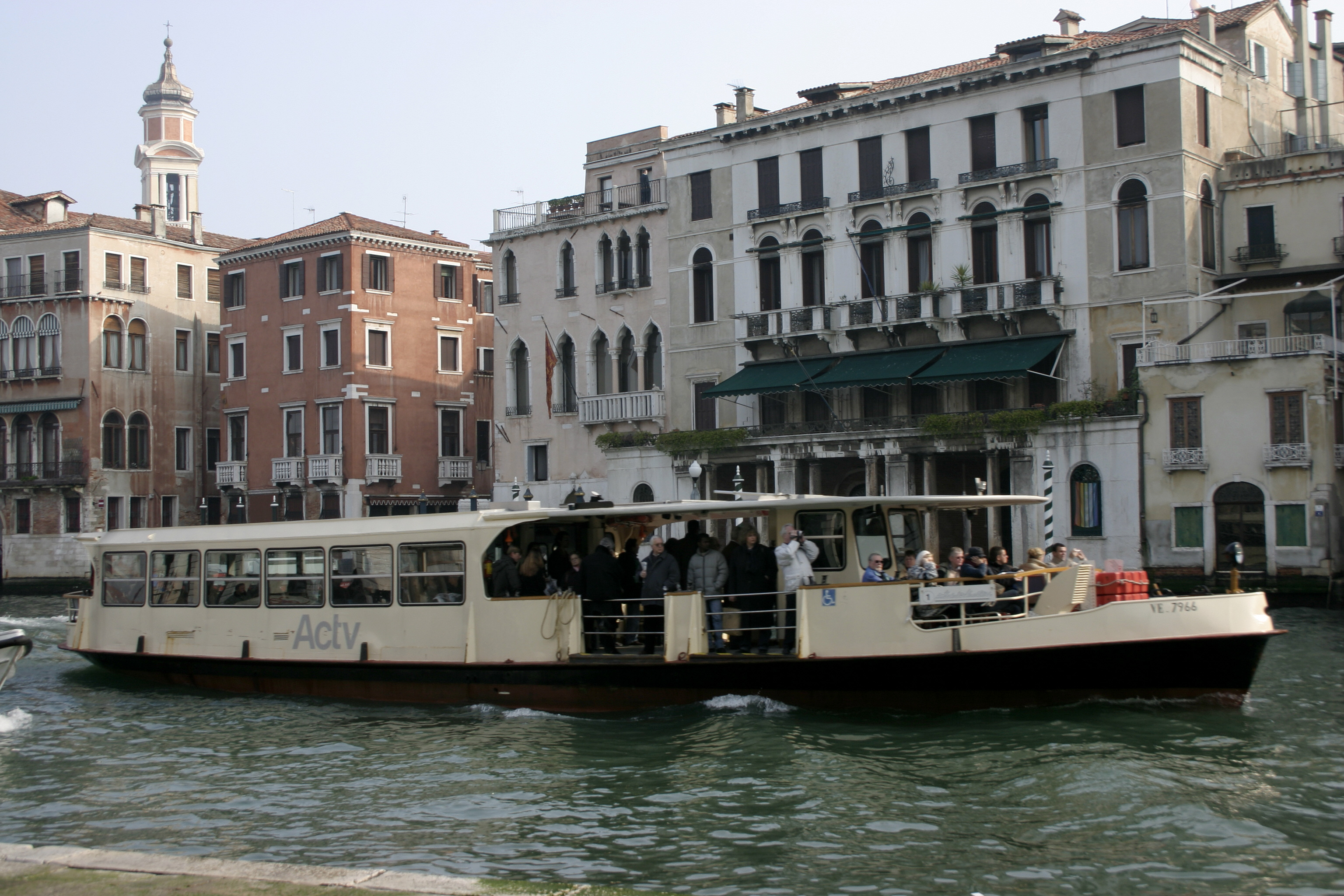
Водний трамвай Вапоретто
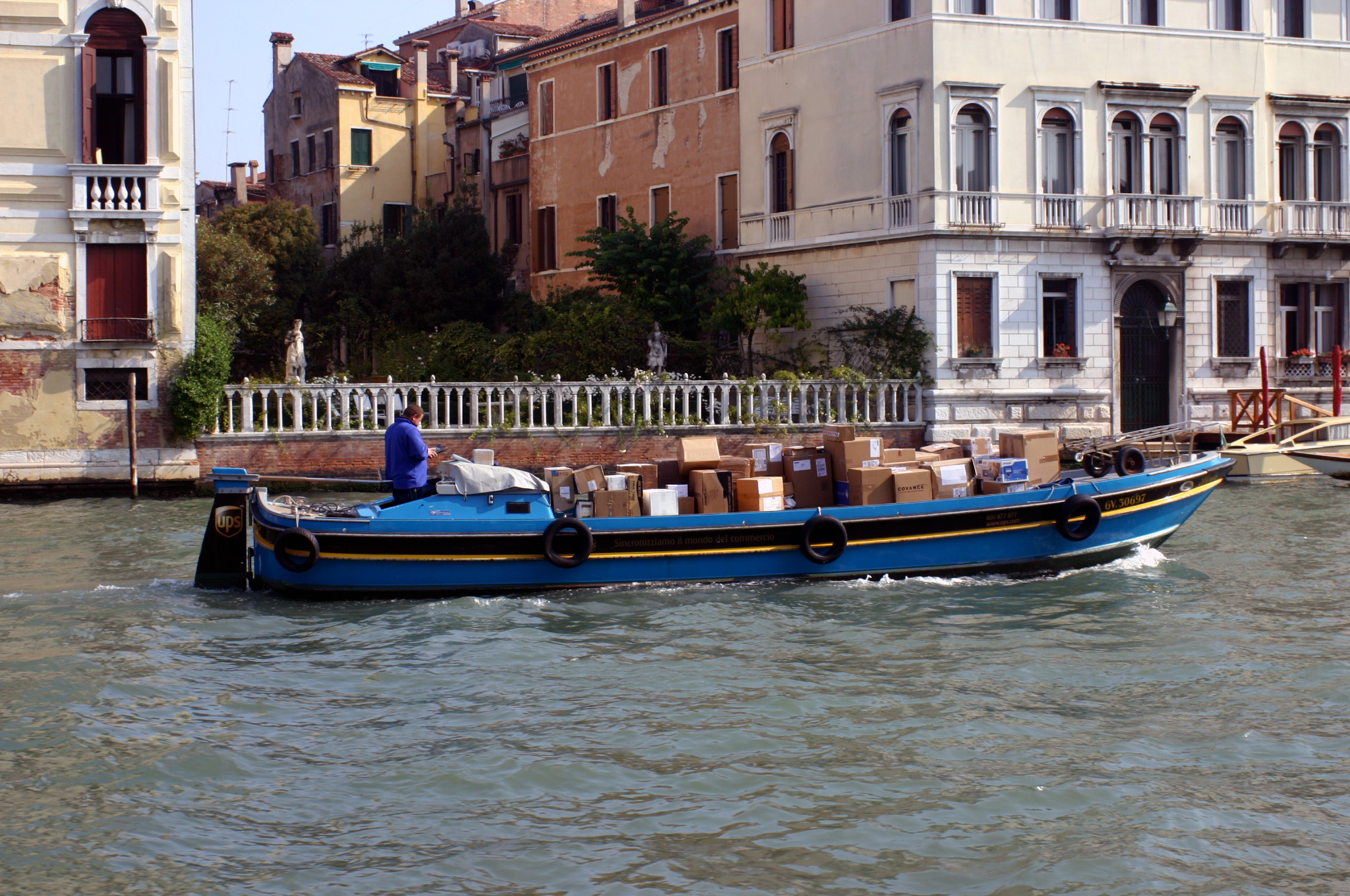
Товарний човен
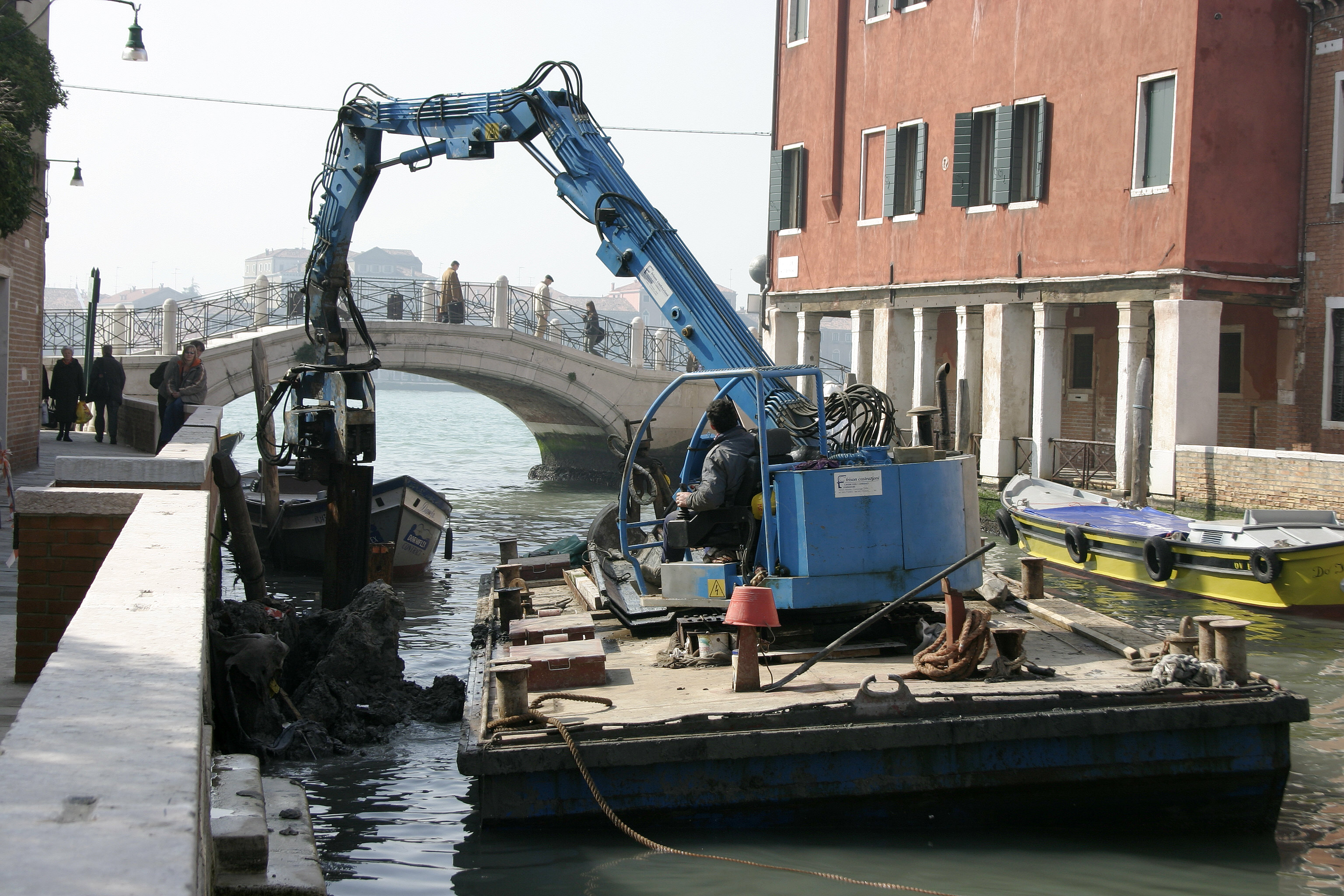
Вантажні роботи
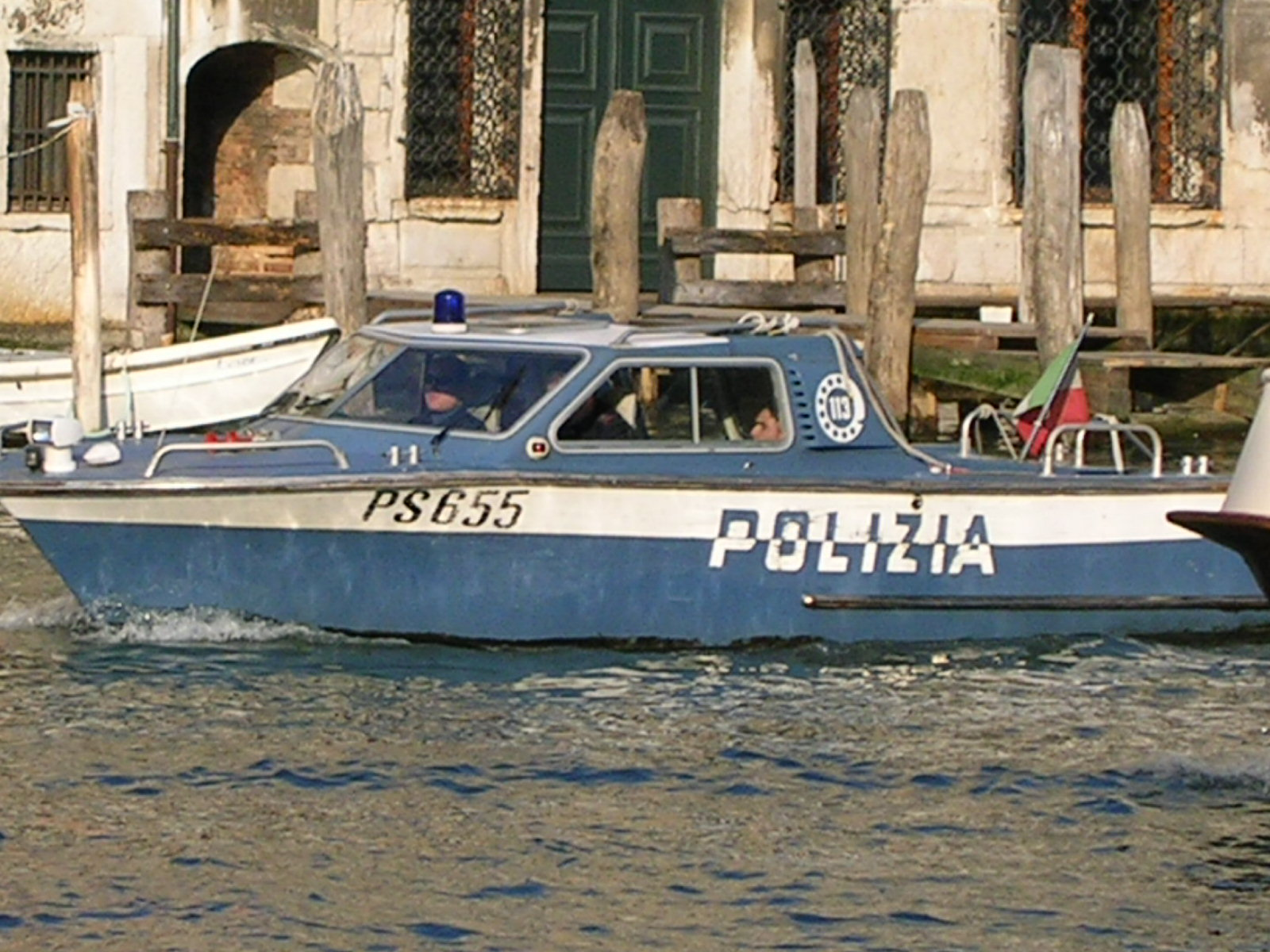
Поліція
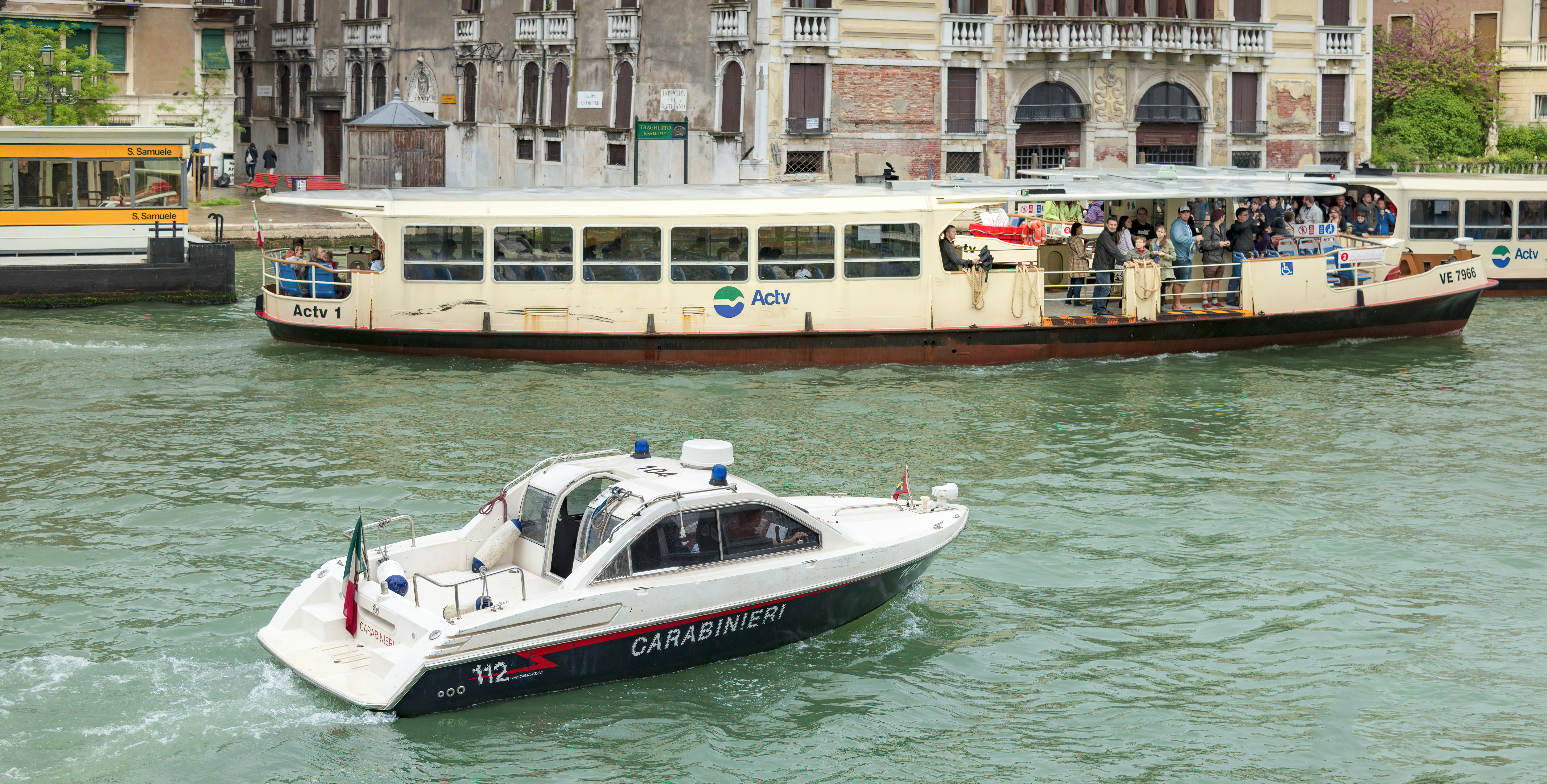
Карабінери
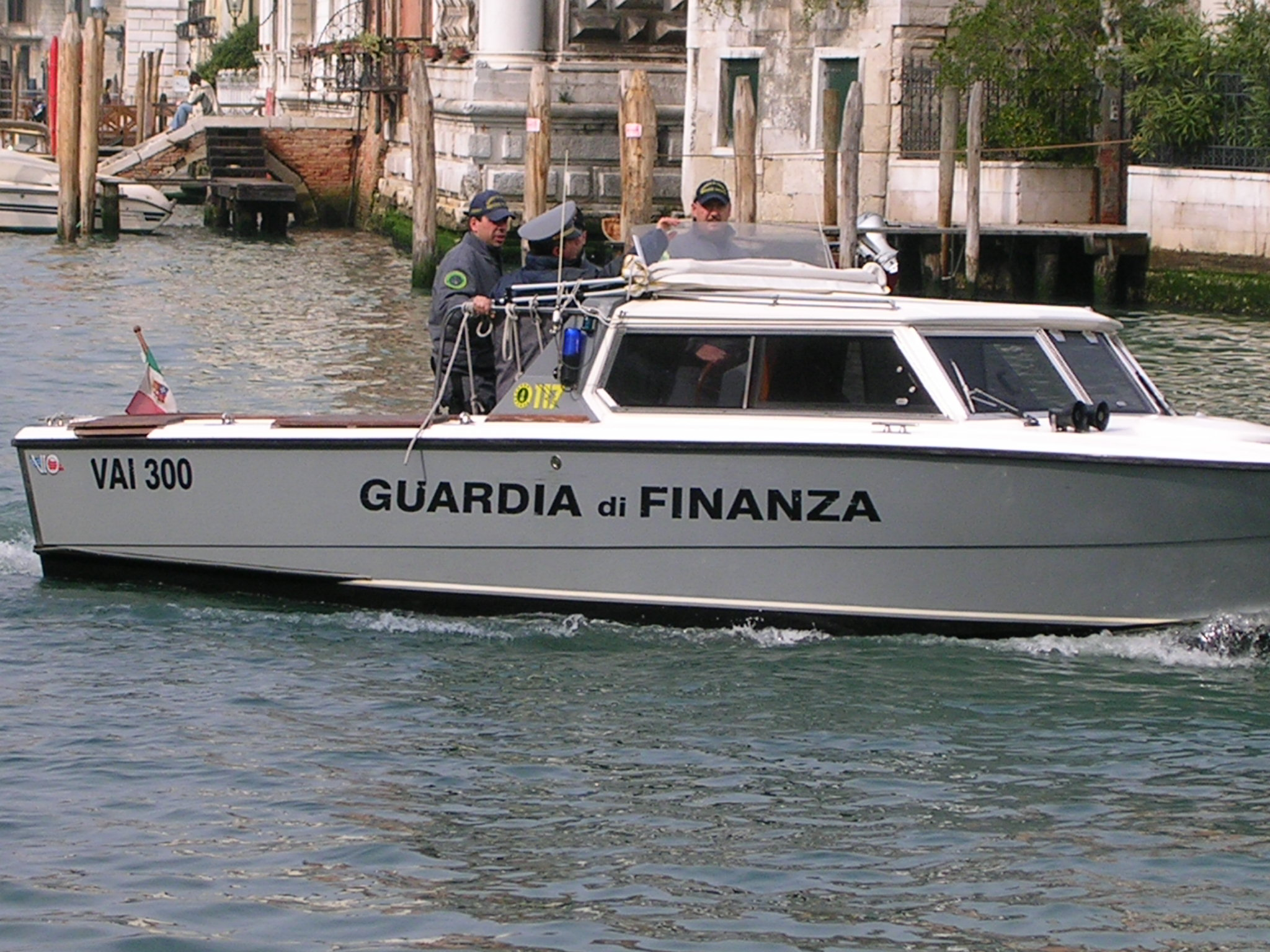
Податкова служба
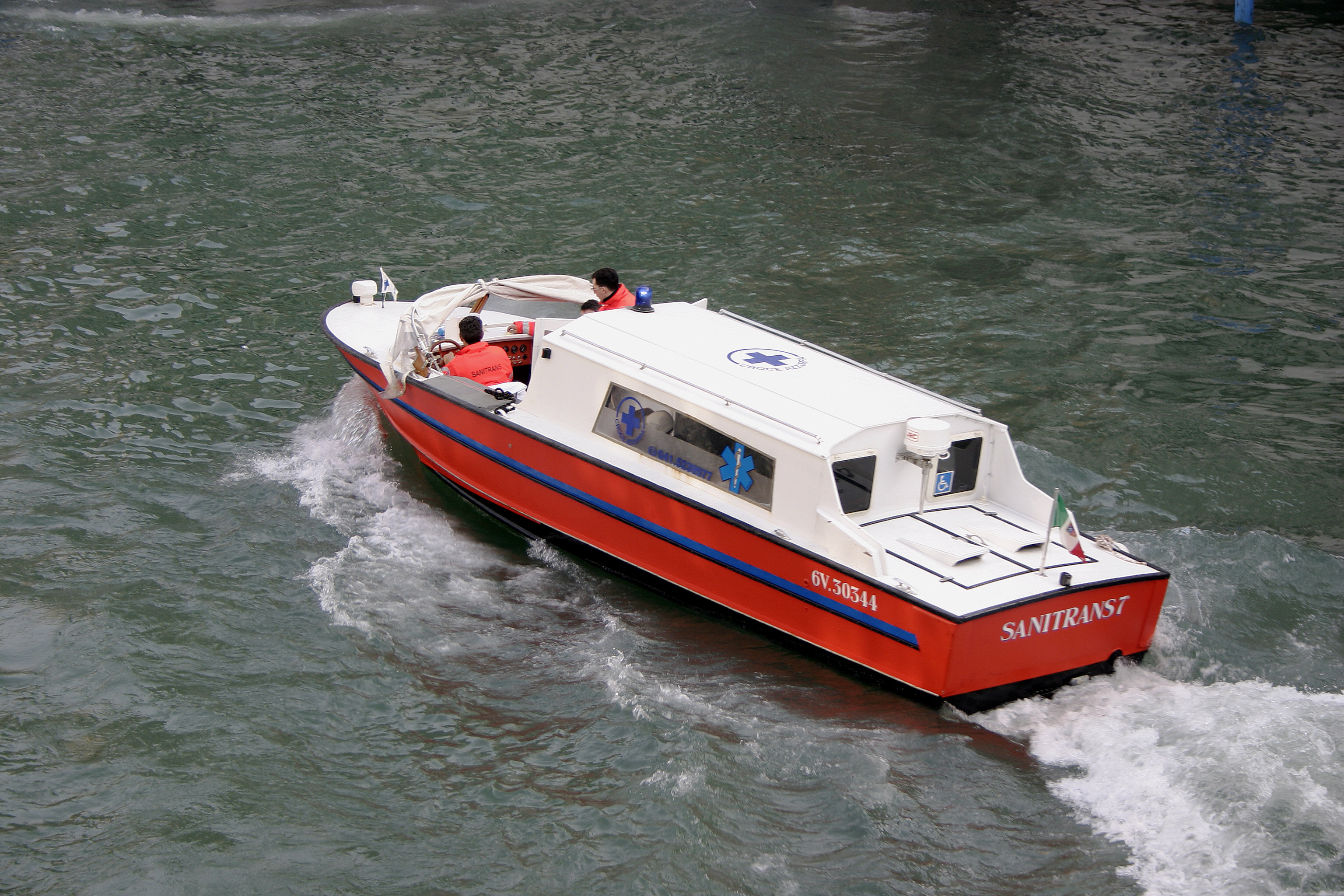
Швидка допомога
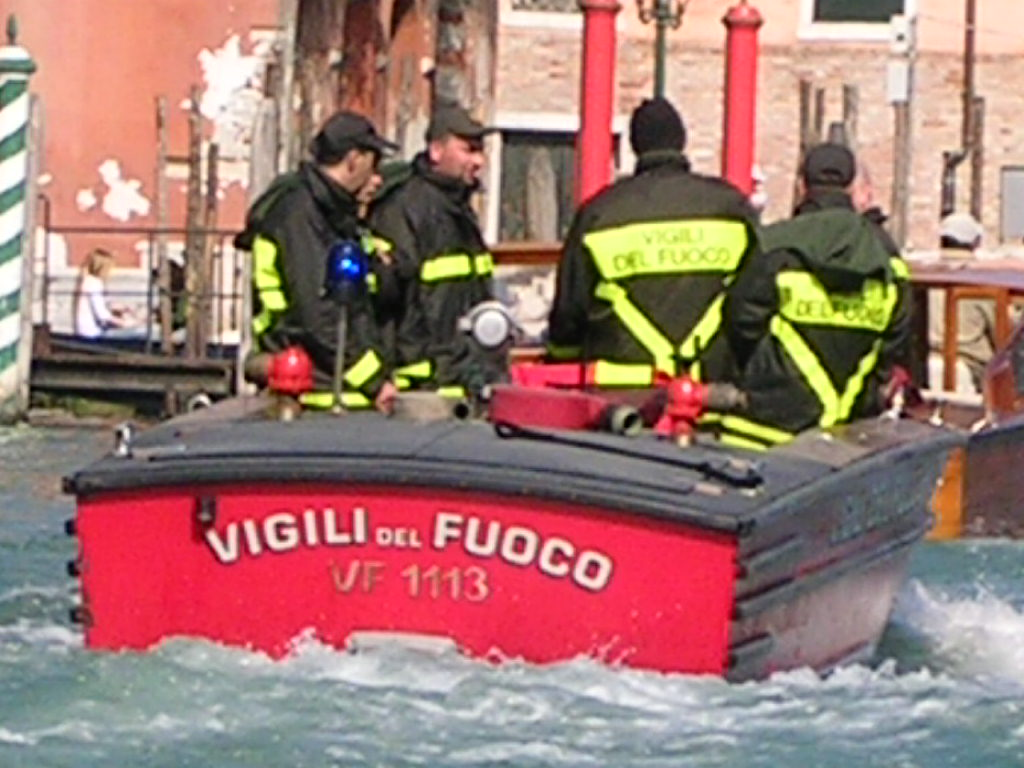
Вогнеборці (Vigili del Fuoco)
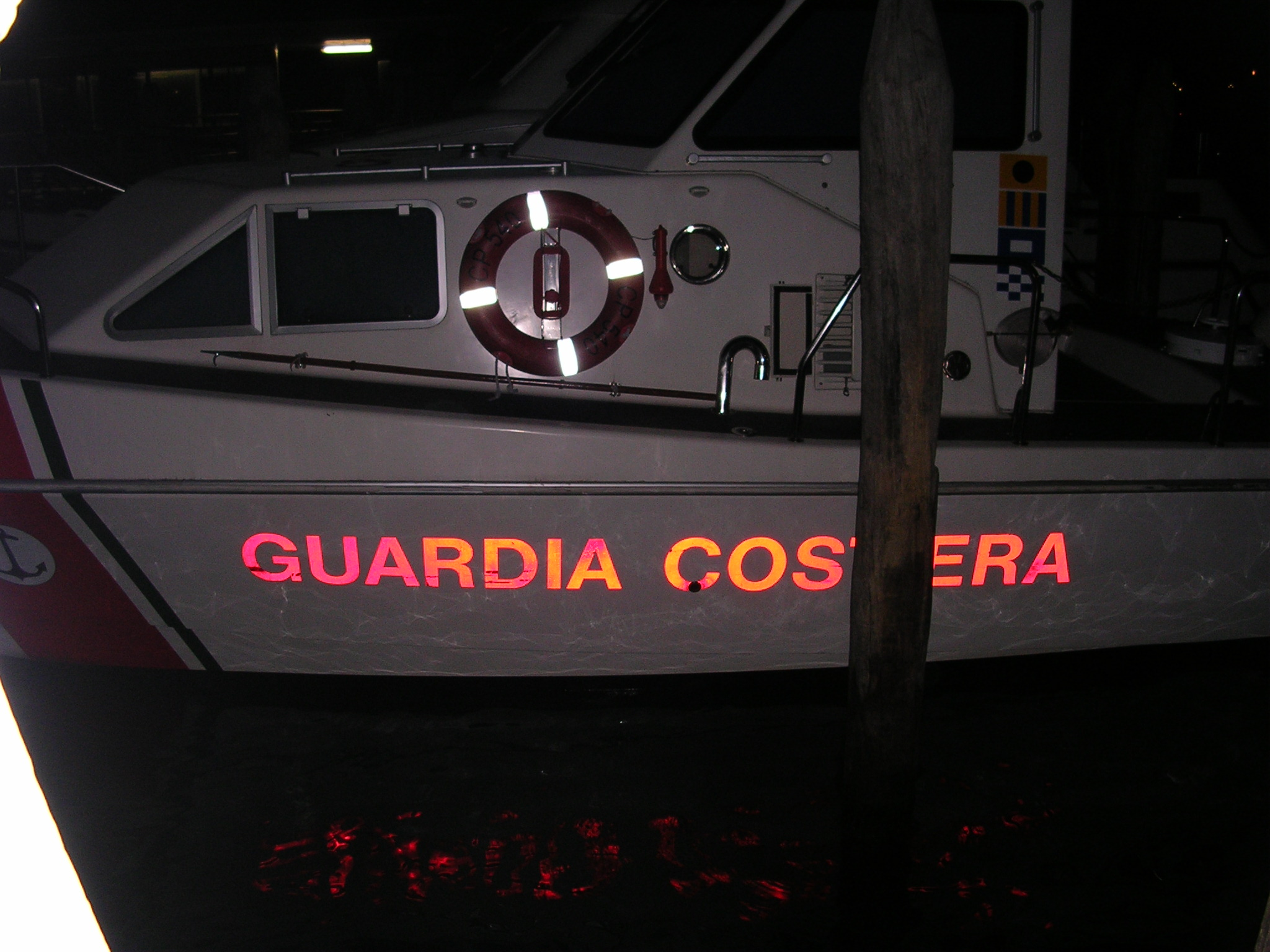
Прибрежна охорона (Guardia Costiera)
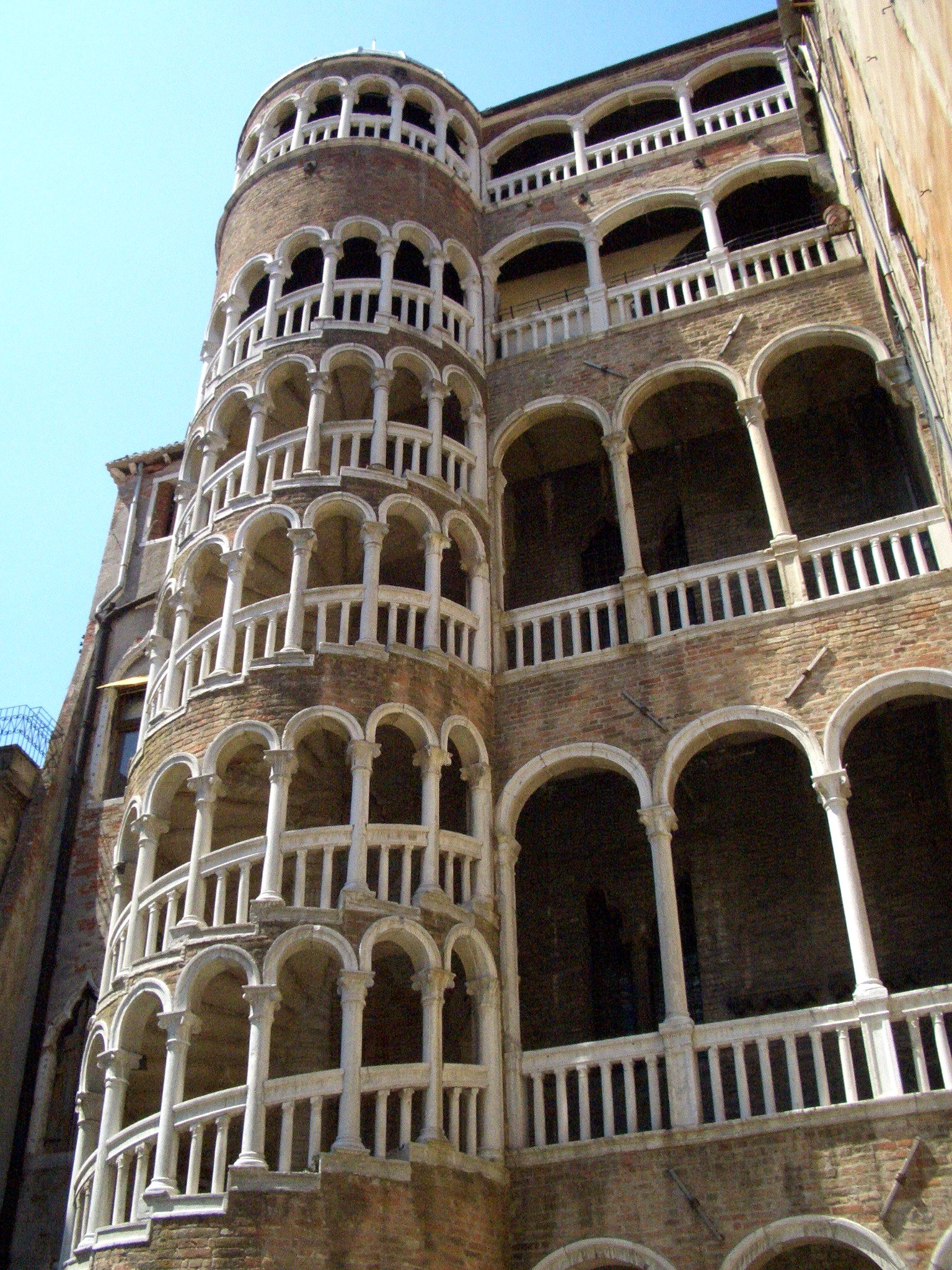
Палаццо Контаріні Боволо
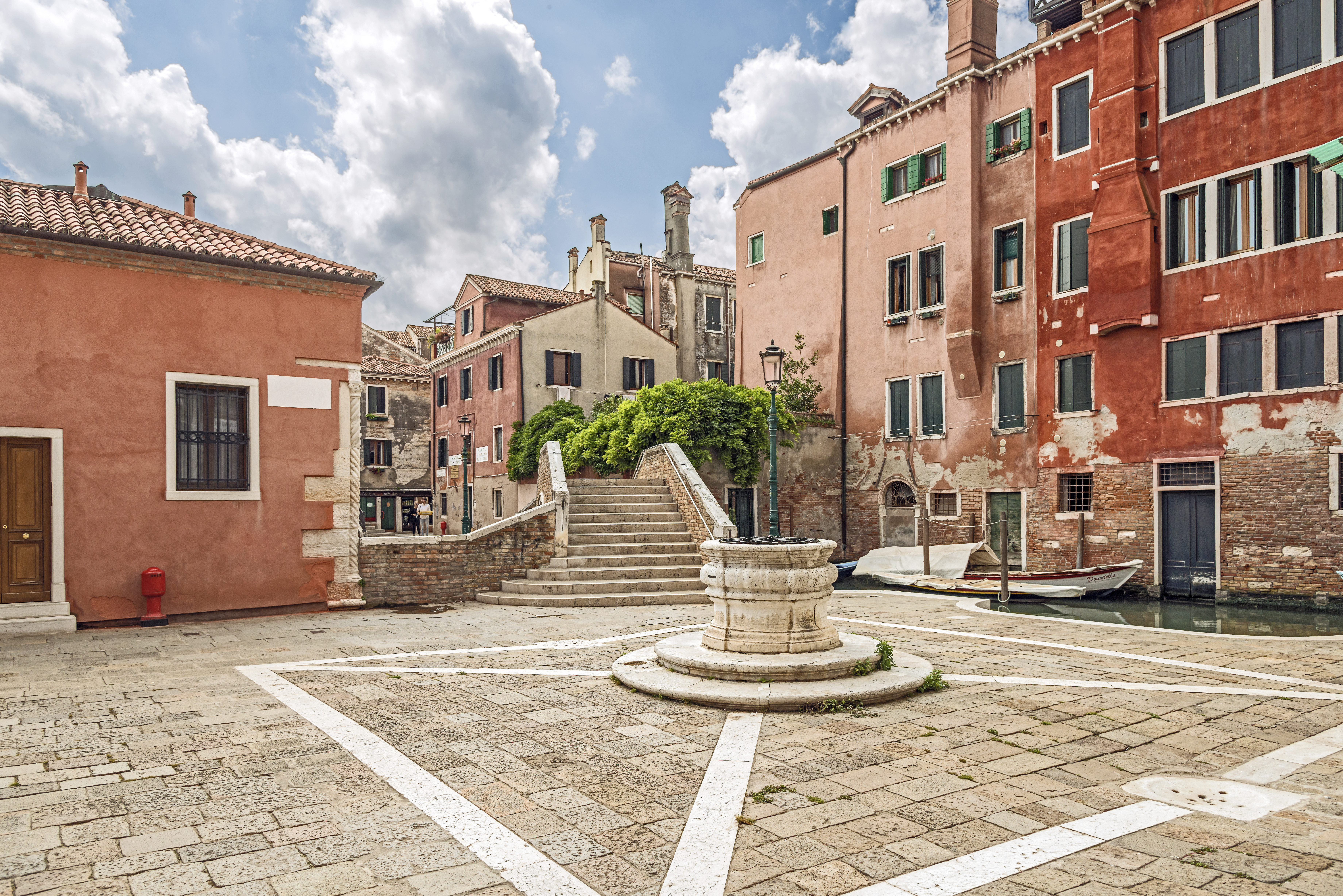
Венеційська криниця
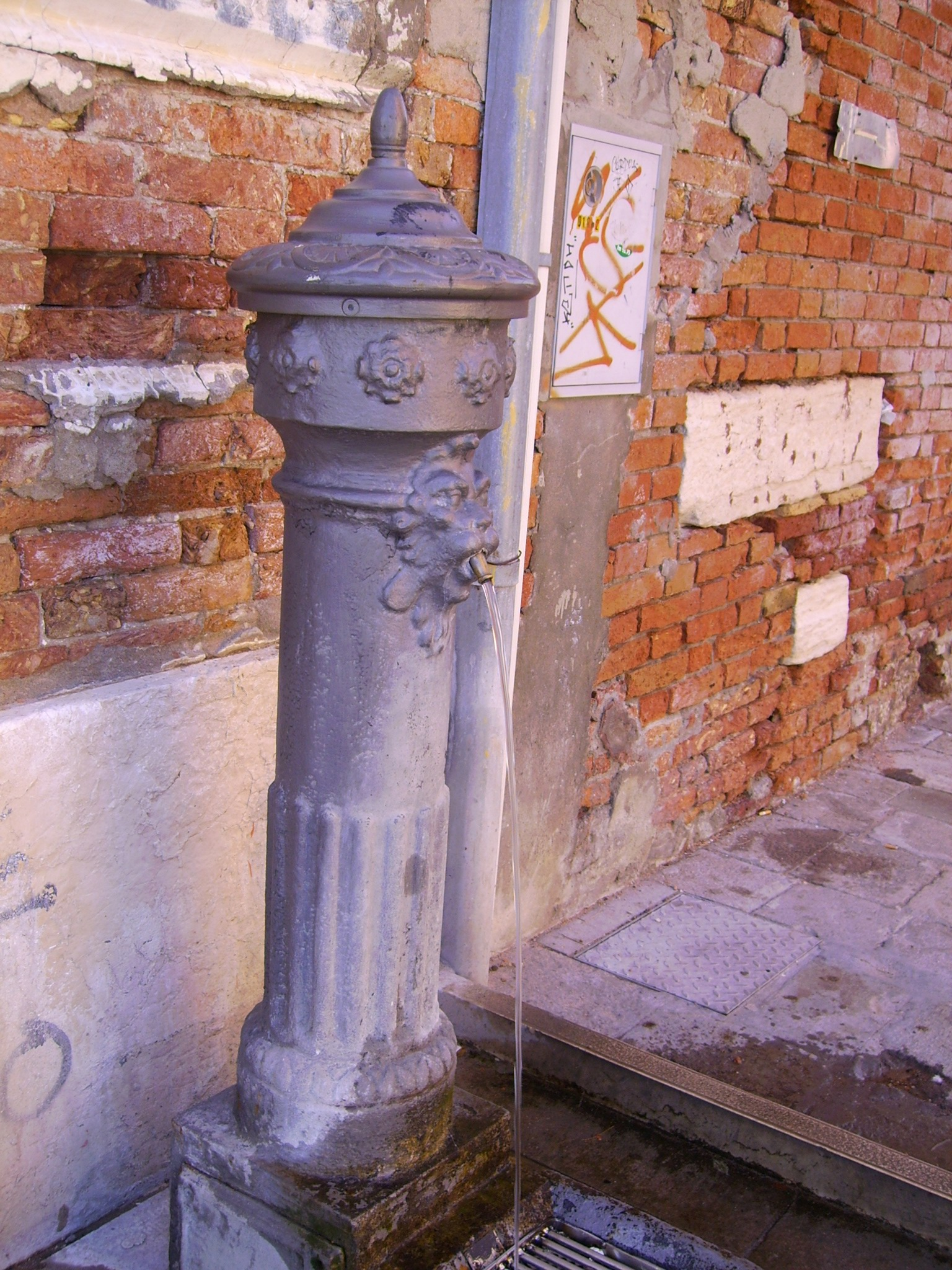
Громадський фонтан в Дорсодуро
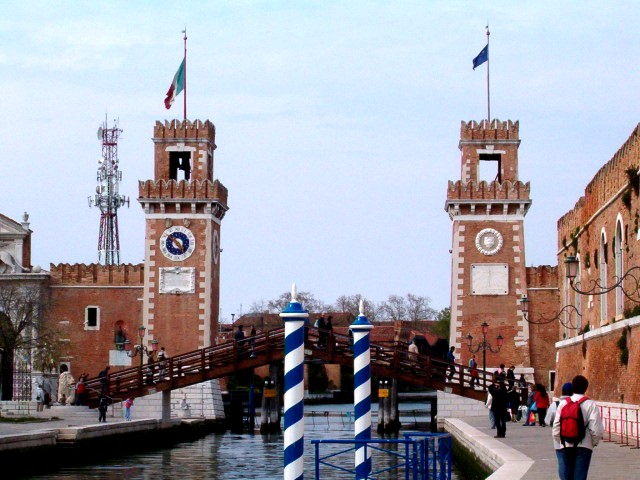
Арсенал
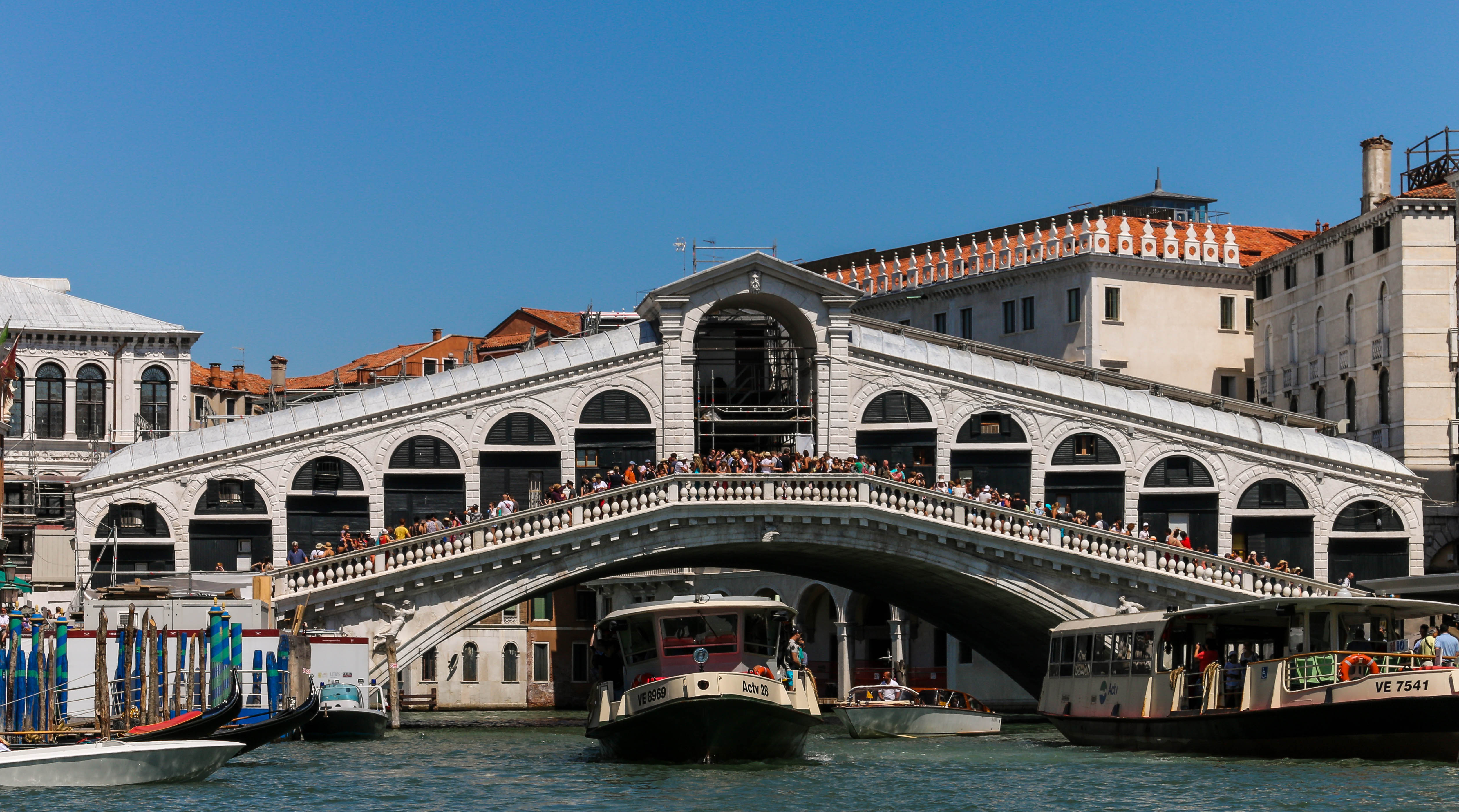
Міст Ріальто
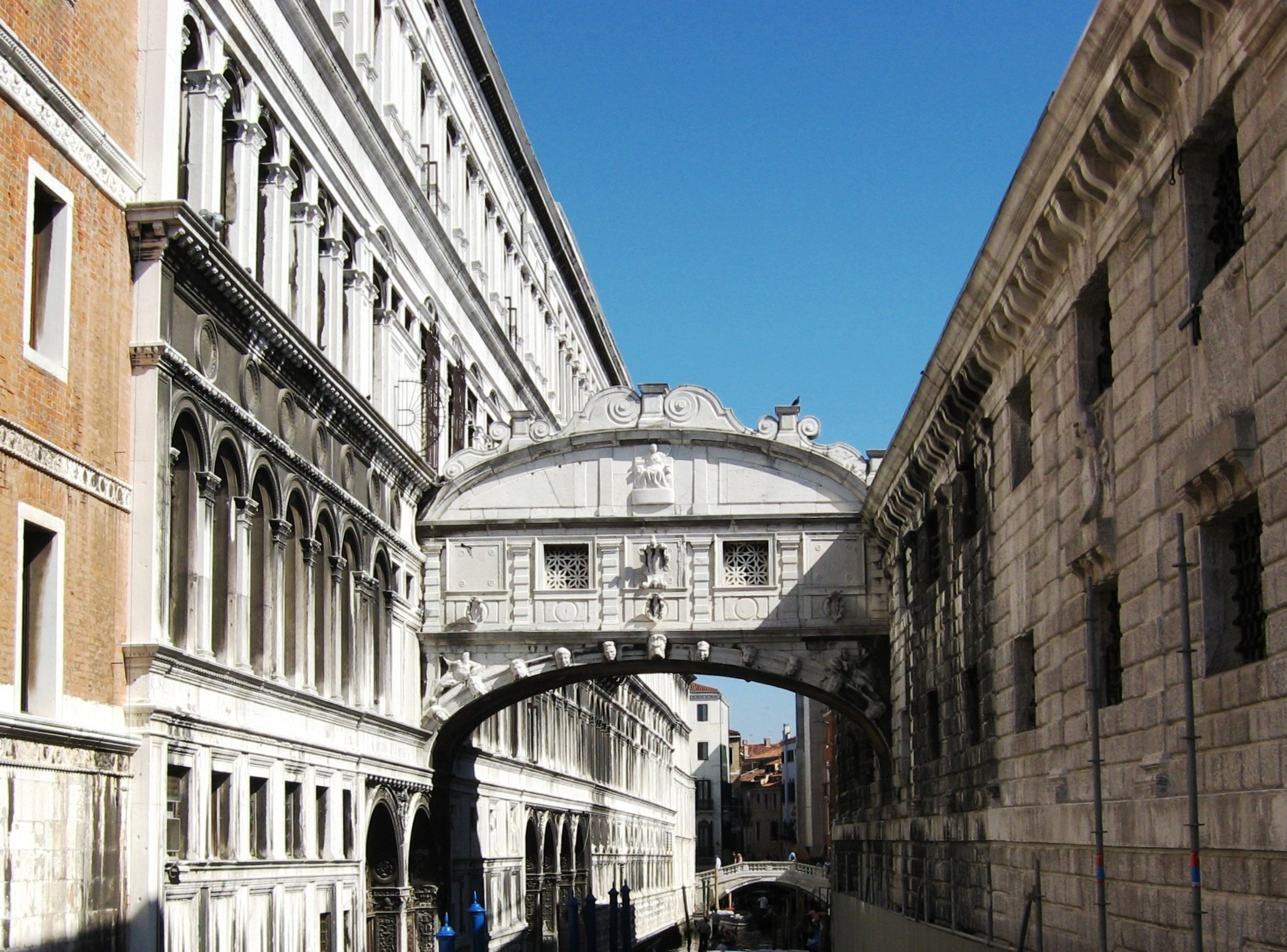
Міст Зітхань
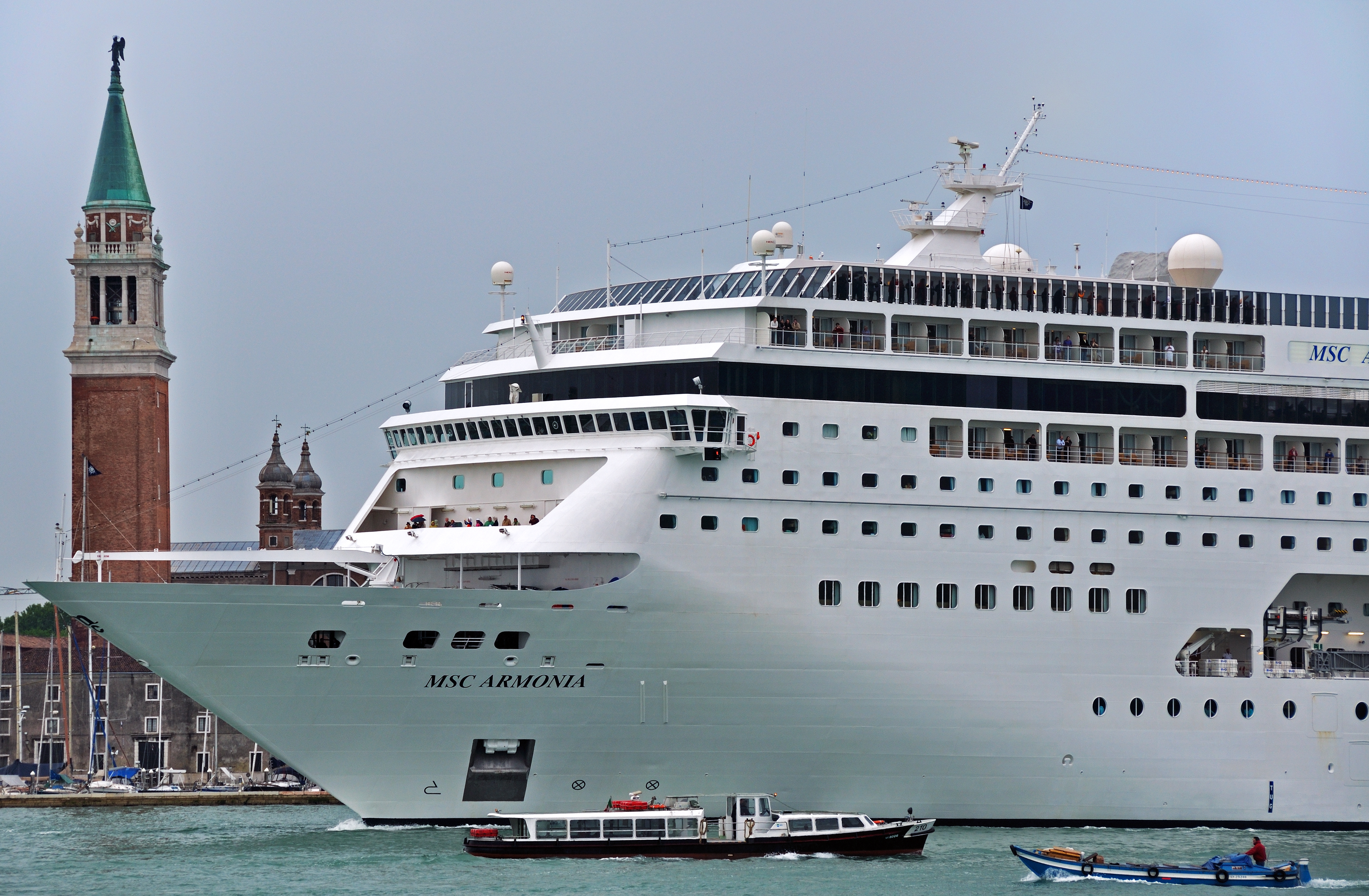
Рух по Гранд Каналу
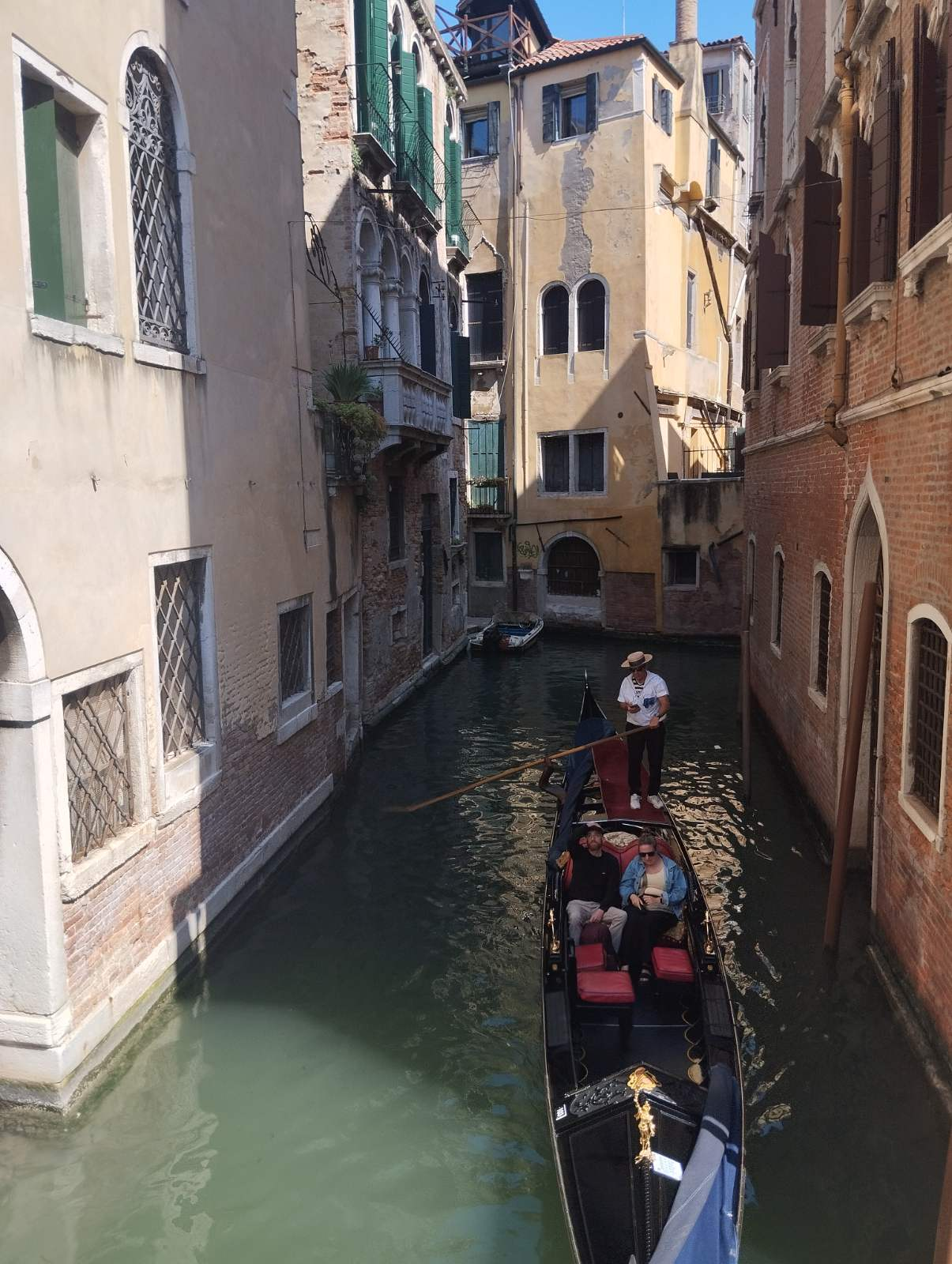
Канали у Венеції

## Цікаві факти
- За результатами опитування, яке провів журнал Forbes серед фахівців у 2010 році, Венеція потрапила до дванадцятки найкрасивіших міст світу;[12]
- Венеція є містом без автомобілів;
- Із кожним роком Венеція все більше йде під воду, науковці прогнозують, що до 2098 року міста більше не буде на карті.[13]

## В художній прозі
- Дія твору Купера Фенімора «Браво» повністю відбувається в Венеції.